# Советско-польская война
Сове́тско-по́льская война́ (пол. wojna polsko-sowiecka; 28 января 1919 — 18 марта 1921) — война РСФСР и других советских республик против Польши и её союзников. В современной польской историографии имеет название «Польско-советская война». В конфликте также принимали участие войска Украинской Народной Республики и Западно-Украинской Народной Республики; а также вооружённые формирования Белорусской Народной Республики: в первой фазе войны они действовали против Польши, затем части УНР поддерживали польские войска.
В России, в документах того времени, также называлась «Польским фронтом». В. И. Ленин определял войну с Польшей как поход против Антанты с целью разрушить Версальскую систему мировых отношений. В результате военных действий были освобождены Минск и Киев, однако взятие Варшавы Красной армией не удалось по причине того, что Польше оказала существенную помощь Антанта. Таким образом, поражение Красной армии под Варшавой разрушило планы на установление коммунистических режимов в странах Западной Европы.

## Предыстория

### Историческая основа конфликта
БНР и УНР являлись в IX—XIII веках частью территории Киевской Руси (владений династии Рюриковичей). После периода междоусобных войн и присоединения части Киевского государства к Золотой Орде в XIII веке эти территории попали в область влияния Великого Княжества Литовского и Польского Королевства. В середине XIII века на западных землях современной Беларуси и южных землях современной Литвы образовалось Великое княжество Литовское со столицей в современном Новогрудке. В начале XIV века к Великому княжеству Литовскому были присоединены Поднепровье, междуречье Припяти и Западной Двины, затем и земли современной Украины с Киевом. А в 1352 году земли Галицко-Волынского княжества были разделены между Польшей и Литвой. В 1569 году, согласно Люблинской унии между королевством Польским и Великим княжеством Литовским, земли современной Украины, до того находившиеся в составе последнего, переходят под власть польской короны.
Исторически московские Рюриковичи считали незаконной власть литовских князей и польских королей на территории бывших земель Руси и неоднократно предпринимали попытки отвоевать эти земли. Сменившие Рюриковичей Романовы, хоть и не являлись прямыми потомками Рюриковичей, тем не менее переняли территориальные претензии от своих предшественников. Польские и литовские монархи, в свою очередь, не считали притязания российских правителей на земли Великого княжества Литовского и Короны Польской законными и справедливыми, считая себя держателями титула королей Руси. Такое противостояние вызывало многочисленные военные конфликты, шедшие с переменным успехом.
8 июня 1648 года вождь восстания Богдан Хмельницкий отправил русскому царю Алексею Михайловичу послание, в котором сообщал о победах над польским войском и о желании запорожской сечи объединиться с Россией. Челобитная Войска Запорожского Речи Посполитой Русскому царству о принятии запорожцев в подданство русского Царя и оказания им защиты против шляхетской Речи Посполитой была направлена в Москву осенью 1653 года. После того, как в октябре 1653 на Земском Соборе было принято решение о принятии казачьих земель в русское подданство, в тогдашней столице войска Переяславе состоялось собрание представителей запорожского казачества и переяславского мещанства во главе с гетманом Богданом Хмельницким, на котором было всенародно принято решение об объединении территории, находящейся под властью запорожских гетманов (Гетманщина), с Русским царством, закреплённое присягой на верность царю.

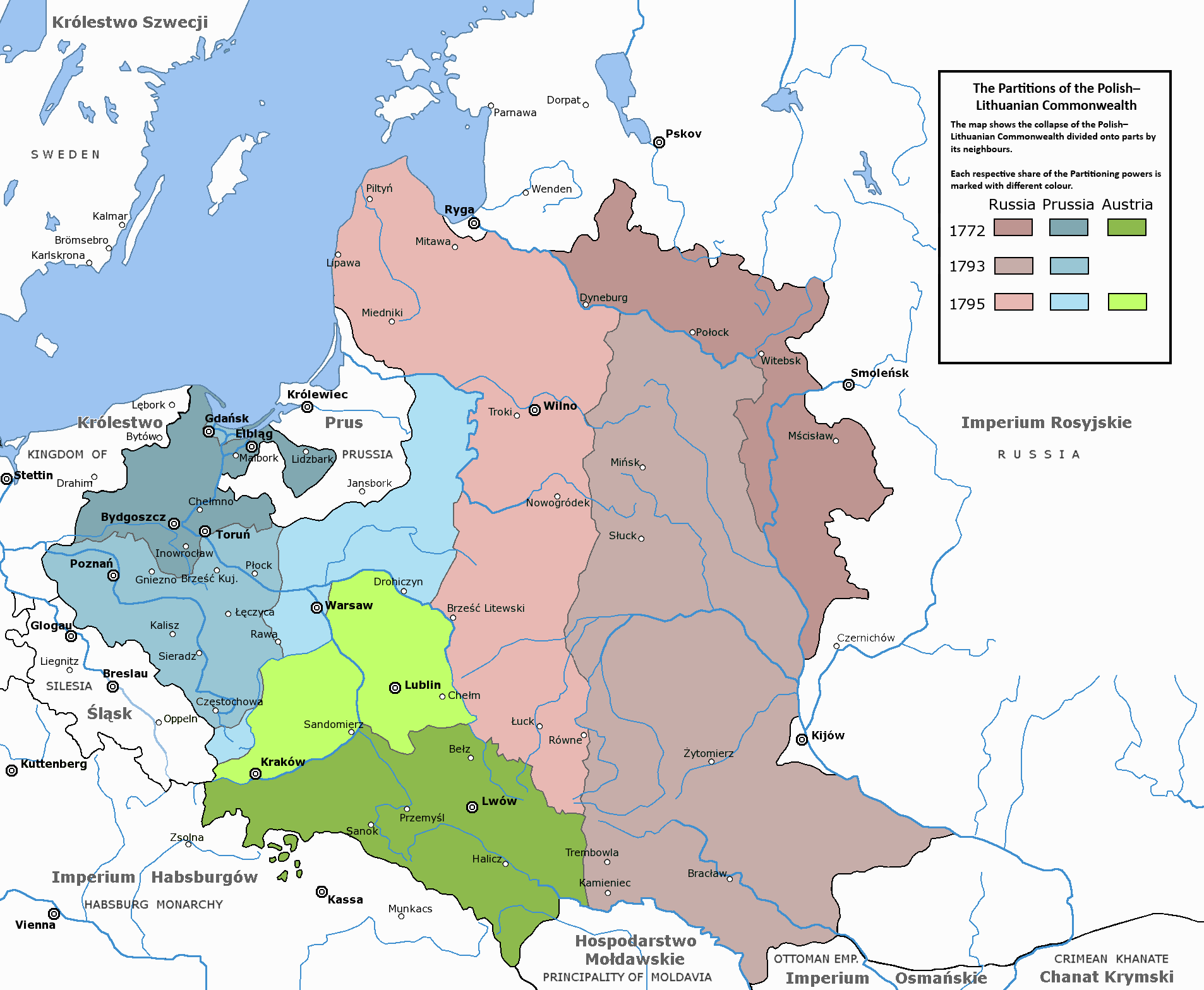
Польша и Великое Княжество Литовское в границах Речи Посполитой 1772 года и её последующие разделы

В 1772—1795 годах, в результате трёх разделов, часть земель Речи Посполитой перешла Российской империи, а галицкие территории вошли в состав Австрийской монархии.
В 1806 году было образовано Герцогство Варшавское, а в 1815 году Царство Польское, просуществовавшее до 1831 года.
25 января 1918 года I Польский корпус армии РСФСР под командованием Довбор-Мусницкого поднял мятеж, который был локализован 13 февраля 1918 года войсками Иоакима Вацетиса. Однако после продвижения германских войск был принят ими в качестве союзных по Польскому королевству.

### Ситуация в Восточной Европе после Брестского мира
3 марта 1918 года между Советской Россией и центрально-европейскими державами был заключён сепаратный мирный договор, по которому принадлежавшие России ранее польские земли выводились из-под её верховной власти, а 29 августа того же года СНК РСФСР аннулировал договоры Российской империи о разделе Польши, окончательно оформив независимость Польши от России, как политически, так и юридически. Ленин подписал декрет Совета народных комиссаров РСФСР об отказе от договоров и актов о разделах Польши, заключённых правительством бывшей Российской империи. Из под юрисдикции РСФСР выводились также территории современных Белоруссии, Литвы, большей части Украины и Латвии. Согласно Брест-Литовскому мирному договору западная граница Советской России (сопредельная с Германией и Австрией) устанавливалась по линии Рига — Двинск — Друя — Дрисвяты — Михалишки — Дзивилишкяй — Докудово — р. Неман — р. Зельвянка — Пружаны — Видомля. Россия обязывалась немедленно заключить мир с Украинской Народной Республикой и признать мирный договор между этим государством и державами Четверного союза. Территория Украины незамедлительно очищается от русских войск и русской Красной гвардии. Россия прекращает всякую агитацию или пропаганду против правительства или общественных учреждений Украинской Народной Республики.
Эстляндия и Лифляндия также, согласно договору, незамедлительно очищаются от русских войск и русской Красной гвардии. Восточная граница Эстляндии проходит в общем по реке Нарве. Восточная граница Лифляндии проходит в общем через озеро Чудское и Псковское озеро до его юго-западного угла, потом через Любанское озеро в направлении к Ливенгофу на Западной Двине. Эстляндия и Лифляндия будут заняты германской полицейской властью до тех пор, пока общественная безопасность не будет там обеспечена собственными учреждениями страны".
По заключённому добавочному договору 27 августа 1918 года Россия признавала независимость Украины и Грузии, отказывалась от Эстонии и Лифляндии, которые по первоначальному договору формально признавались частью Российского государства.

### Ситуация в Восточной Европе в конце 1918 года

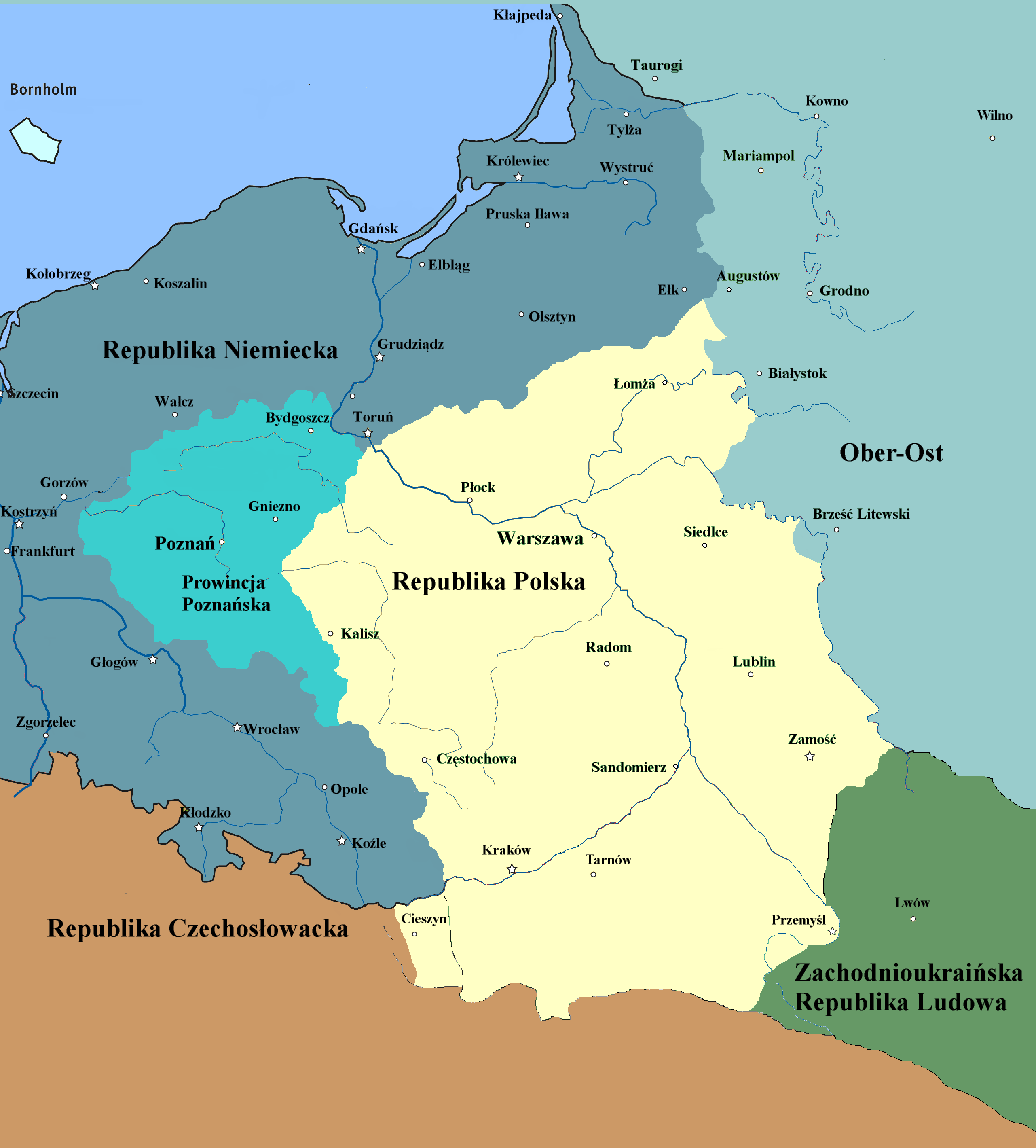
Польская республика в середине ноября 1918

После поражения Германии в войне в ноябре 1918 года, когда Польша как независимое государство была восстановлена, встал вопрос о её новых границах. Хотя польские политики и расходились во взглядах на то, какой именно статус должны иметь восточные территории бывшей Речи Посполитой в составе нового государства, они единогласно выступали за их возврат под польский контроль.
11 ноября 1918 года Германия и страны Антанты подписали Компьенское перемирие, завершившее Первую мировую войну и аннулировавшее сепаратные мирные договоры Германии с восточноевропейскими государствами, в том числе Брест-Литовский мирный договор, после чего начался вывод немецких войск с оккупированных территорий. В странах Восточной Европы это привело к политическому вакууму, который пытались заполнить разные силы: с одной стороны, местные правительства, в большинстве своём являвшиеся преемниками органов власти, образованных в ходе оккупации Германией; с другой — большевики и их сторонники, поддерживаемые Советской Россией, объявившей 13 ноября о недействительности Брест-Литовского мирного договора в связи с его аннулированием при подписании перемирия.
В ноябре 1918 года немецкие части начали выход с занятых ими территорий бывшей Российской империи.
Советская Западная армия, в задачу которой входило установление контроля над Белоруссией, 17 ноября 1918 года двинулась вслед за отступающими немецкими частями и 10 декабря 1918 вступила в Минск. Поляки Литвы и Белоруссии создали организацию «Комитет защиты восточных окраин» (КЗВО) с боевыми подразделениями, сформированными из бывших солдат Польских корпусов, и обратились за помощью к польскому правительству. Указом польского правителя («временного начальника государства») Юзефа Пилсудского от 7 декабря 1918 года отряды КЗВО объявлялись составной частью Войска Польского под общим командованием генерала Владислава Вейтко. Формируется польская армия.
10 декабря 1918 года декретом Совнаркома была признана независимость Польши.
19 декабря польское правительство дало приказ своим войскам занять г. Вильно, 21 декабря 1918 создаётся Временная комиссия управления округом Средней Литвы.
1 января 1919 года в Смоленске было провозглашено образование Советской Социалистической Республики Белоруссия в составе РСФСР.

## Цели участников конфликта

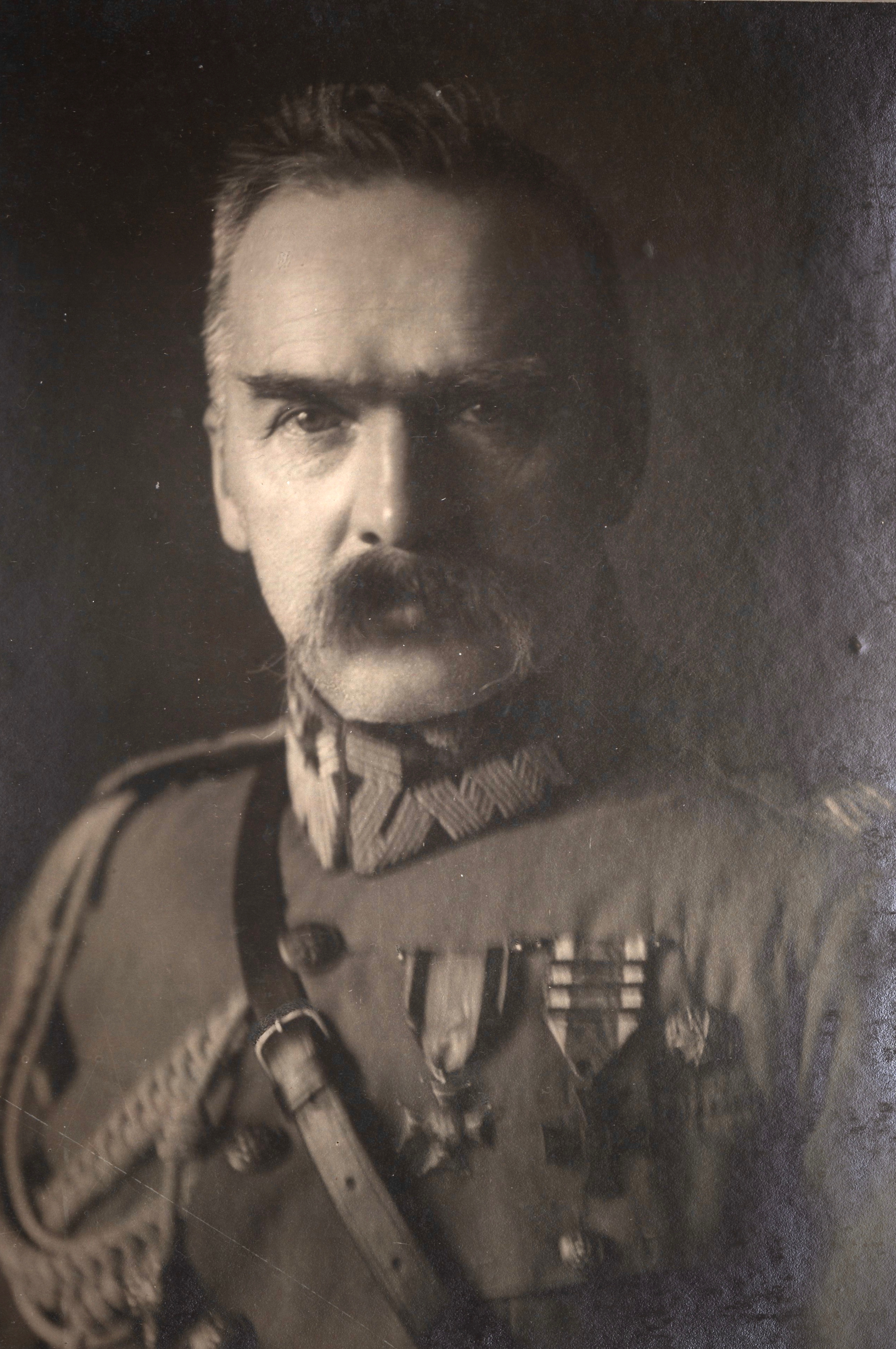
Юзеф Пилсудский

Основной целью руководства Польши во главе с Юзефом Пилсудским было восстановление Польши в исторических границах Речи Посполитой 1772 года, с установлением контроля над Белоруссией, Украиной, Литвой и геополитическим доминированием в Восточной Европе:

Ю. Пилсудский: Замкнутая в пределах границ времён XVI века, отрезанная от Чёрного и Балтийского морей, лишённая земельных и ископаемых богатств Юга и Юго-Востока, Россия могла бы легко перейти в состояние второсортной державы, неспособной серьёзно угрожать новообретённой независимости Польши. Польша же, как самое большое и сильное из новых государств, могла бы легко обеспечить себе сферу влияния, которая простиралась бы от Финляндии до Кавказских гор.
С советской стороны первоначальной целью было установление контроля над западными губерниями бывшей Российской империи (Украиной и Белоруссией) и их советизация. С течением войны целью стала и советизация Польши. Советское руководство считало войну против Польши частью борьбы против всей существовавшей на тот момент Версальской международной системы.

В. И. Ленин: Вы помните, разумеется, что в апреле текущего года, когда ещё наступление поляков не началось, линия фронта проходила восточнее, во многих местах значительно восточнее той, где она проходит сейчас. Линия проходила так, что Минск оставался у поляков, вся Белоруссия была у них. И не только Совет Народных Комиссаров, но и Президиум ВЦИК — высший орган в РСФСР — торжественно, в специальном обращении заявил польскому народу, что он предлагает мир, что он отказывается от решения оружием вопроса о судьбе Белоруссии, которая никогда польской не была и крестьянское население которой, долго страдавшее от польских помещиков, не считало себя польским…

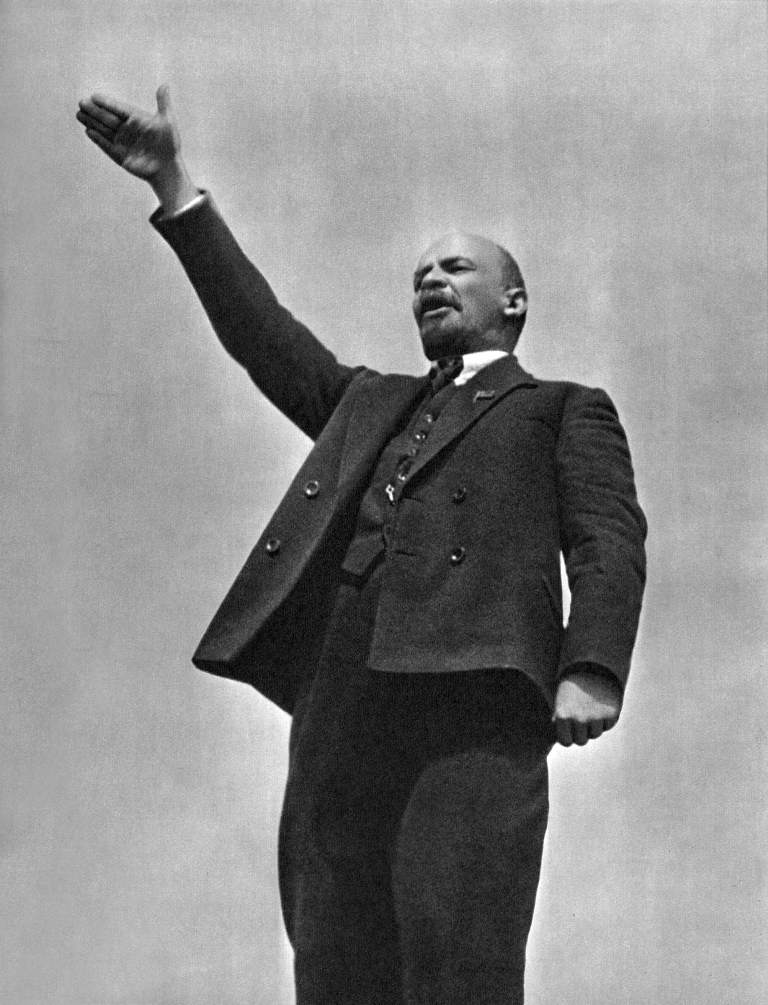
Владимир Ленин в 1919

Л. Д. Троцкий: У Ленина сложился твёрдый план: довести дело до конца, то есть вступить в Варшаву, чтобы помочь польским рабочим массам опрокинуть правительство Пилсудского и захватить власть.
Ленин впоследствии отмечал, что наступление на Варшаву создало ситуацию, при которой «и по отношению к Германии мы прощупали международное положение». И это «прощупывание» показало: а) «приближение наших войск к границам Восточной Пруссии привело к тому, что Германия вся „закипела“»; б) «без гражданской войны советскую власть в Германии не получишь»; в) «в международном отношении другой силы для Германии, кроме как Советская Россия, нет».

## Ход войны

### Образование советско-польского фронта
1 января 1919 года польские части взяли под контроль Вильно.
2 января Красная армия начала наступление на Вильно. Бои за город начались 4 января 1919 г., когда части Псковской дивизии и 5 Виленского полка встретились с польскими отрядами Самообороны под командованием генерала Владислава Вейтки. Первое вооружённое столкновение между частями РККА и польскими частями произошло 6 января 1919 года, когда польский гарнизон был выбит из Вильно.

Продвижение советских войск в 1918 году

Польша не могла оказать существенной помощи отрядам Комитета защиты восточных окраин (КЗВО), поскольку часть польских войск втянулась в пограничный конфликт с Чехословакией и готовилась к возможному конфликту с Германией за Силезию, а в западных районах Польши ещё находились немецкие войска. Только после вмешательства Антанты 5 февраля был подписан договор о том, что немцы пропустят поляков на восток. В результате 4 февраля польские войска заняли Ковель, 9 февраля вступили в Брест-Литовск, 19 февраля — вошли в оставленный немцами Белосток. В это же время двигающиеся на восток польские войска ликвидировали администрацию Украинской Народной республики на Холмщине, в Жабинке, Кобрине и Владимире-Волынском.
9—14 февраля 1919 года немецкие войска пропустили польские части на линию р. Неман (до Скиделя) — р. Зельвянка — р. Ружанка — Пружаны — Кобрин. Вскоре туда с другой стороны подошли части Западного фронта Красной армии. Таким образом, образовался польско-советский фронт на территории Литвы и Белоруссии.
Численность советской Западной армии оценивается в 45 тыс. человек, однако после занятия Белоруссии наиболее боеспособные части были переведены на другие направления, где положение РККА было крайне тяжёлым. 19 февраля Западная армия была преобразована в Западный фронт под командованием Дмитрия Надёжного.
16 февраля власти Белорусской ССР предложили польскому правительству определить границы, но польское правительство оставило это предложение без внимания. 27 февраля, после слияния Белорусской ССР и Литовской ССР, была провозглашена Литовско-Белорусская ССР.

### Наступление польских войск на Белоруссию в 1919 году

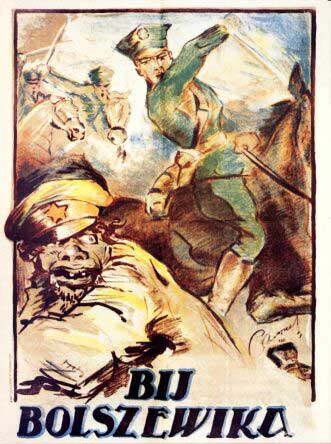
«Бей большевика!» Польский плакат

Для подготовки наступления на восток польские войска в Белоруссии, получившие подкрепления, были разделены на три части: Полесской группой командовал генерал Антони Листовский, Волынской группой — генерал Эдвард Рыдз-Смиглы, на линии Щитно-Скидель находилась Литовско-Белорусская дивизия генерала Вацлава Ивашкевича-Рудошанского. К югу от них находились подразделения генералов Юлиуша Руммеля и Тадеуша Розвадовского.

Наступление польских войск, 1919 год

В конце февраля польские войска форсировали Неман и начали наступление на территорию советской Белоруссии (с 3 февраля находившейся в федерации с РСФСР). 28 февраля подразделения генерала Ивашкевича атаковали войска РККА по реке Щара и 1 марта заняли Слоним, а части Листовского 5 марта взяли Пинск. Вскоре Ивашкевича сменил Станислав Шептицкий.
17—19 апреля поляки заняли Лиду, Новогрудок и Барановичи, а 19 апреля польская кавалерия вступила в Вильно. Через два дня туда прибыл Юзеф Пилсудский, который выступил с обращением к литовскому народу, в котором предлагал Литве вернуться к унии времён Речи Посполитой.

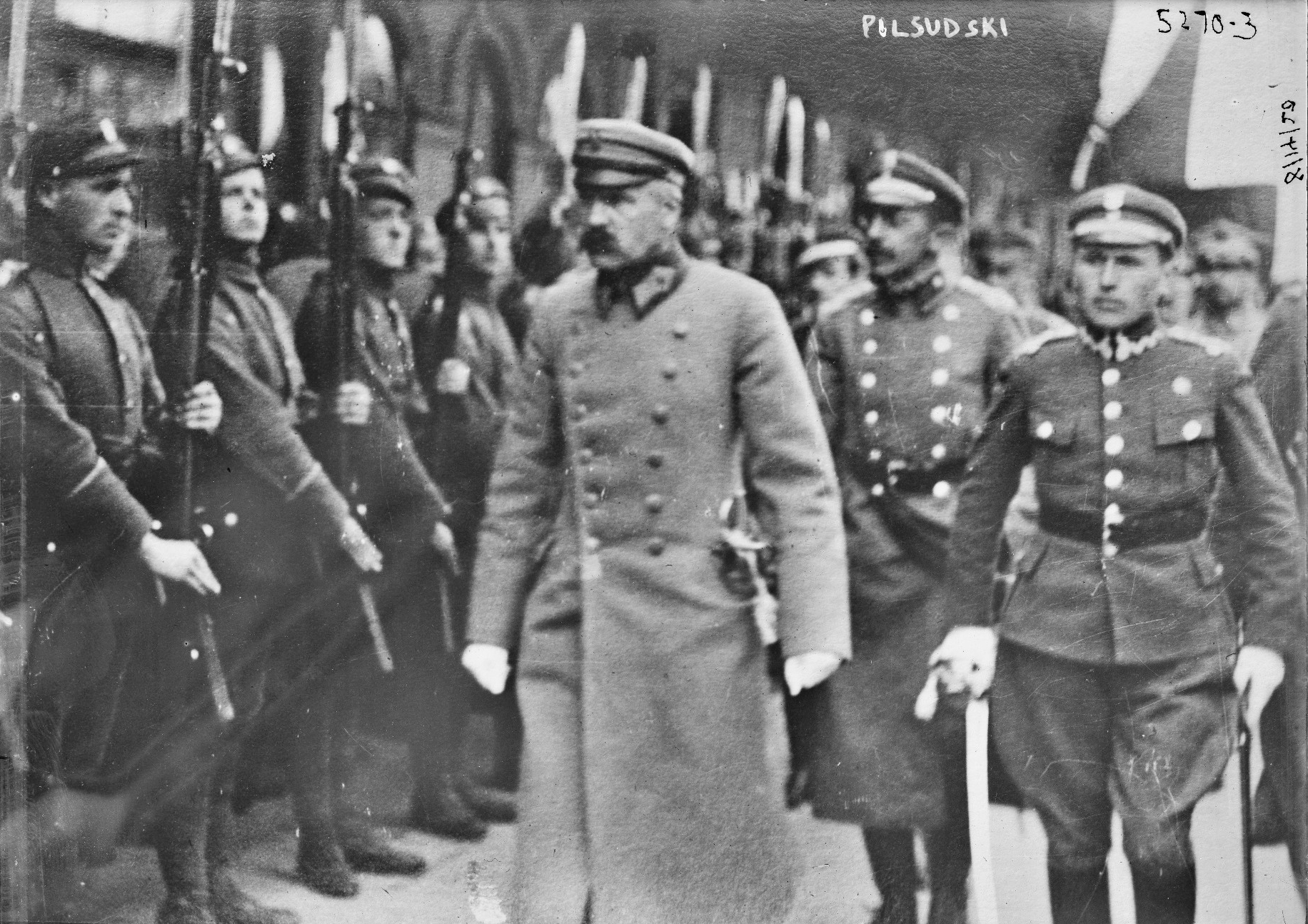
Юзеф Пилсудский в Минске. 1919

Между тем польские войска в Белоруссии под командованием Станислава Шептицкого продолжали двигаться на восток, получая подкрепления из Польши — 28 апреля поляки заняли город Гродно, оставленный немцами. В мае — июле польские части пополнились 70-тысячной армией Юзефа Халлера, переправленной из Франции. Одновременно под контроль поляков переходит Западная Украина — 25 июня 1919 года Совет министров иностранных дел Великобритании, Франции, США, Италии уполномочивает Польшу на оккупацию восточной Галиции до реки Збруч. К 17 июля восточная Галиция была полностью занята польской армией, администрация Западно-Украинской Народной республики (ЗУНР) ликвидирована.
Наступление польских войск в Белоруссии продолжалось — 4 июля было занят Молодечно, а 25 под польский контроль перешёл Слуцк. Командующий советским Западным фронтом Дмитрий Надёжный 22 июля был снят с должности, на его место назначен Владимир Гиттис. Однако существенных подкреплений советские войска в Белоруссии не получили, поскольку все резервы советский генштаб направлял на южное направление против Добровольческой армии Антона Деникина, которая в июле начала наступление на Москву.
Между тем, в августе польские войска вновь перешли в наступление, главной целью которого был Минск. После шестичасового боя 8 августа польские войска захватили город, а 29 августа 1919 года, несмотря на упорное сопротивление Красной Армии, поляками был взят Бобруйск. В октябре части Красной армии предприняли контратаку на город, однако потерпели поражение. После этого боевые действия затихли до начала следующего года: стороны заключили перемирие. Это объяснялось нежеланием стран Антанты и А. И. Деникина поддерживать планы дальнейшей польской экспансии. Начался долгий переговорный процесс.

### Польское наступление на Украине весной 1920 года

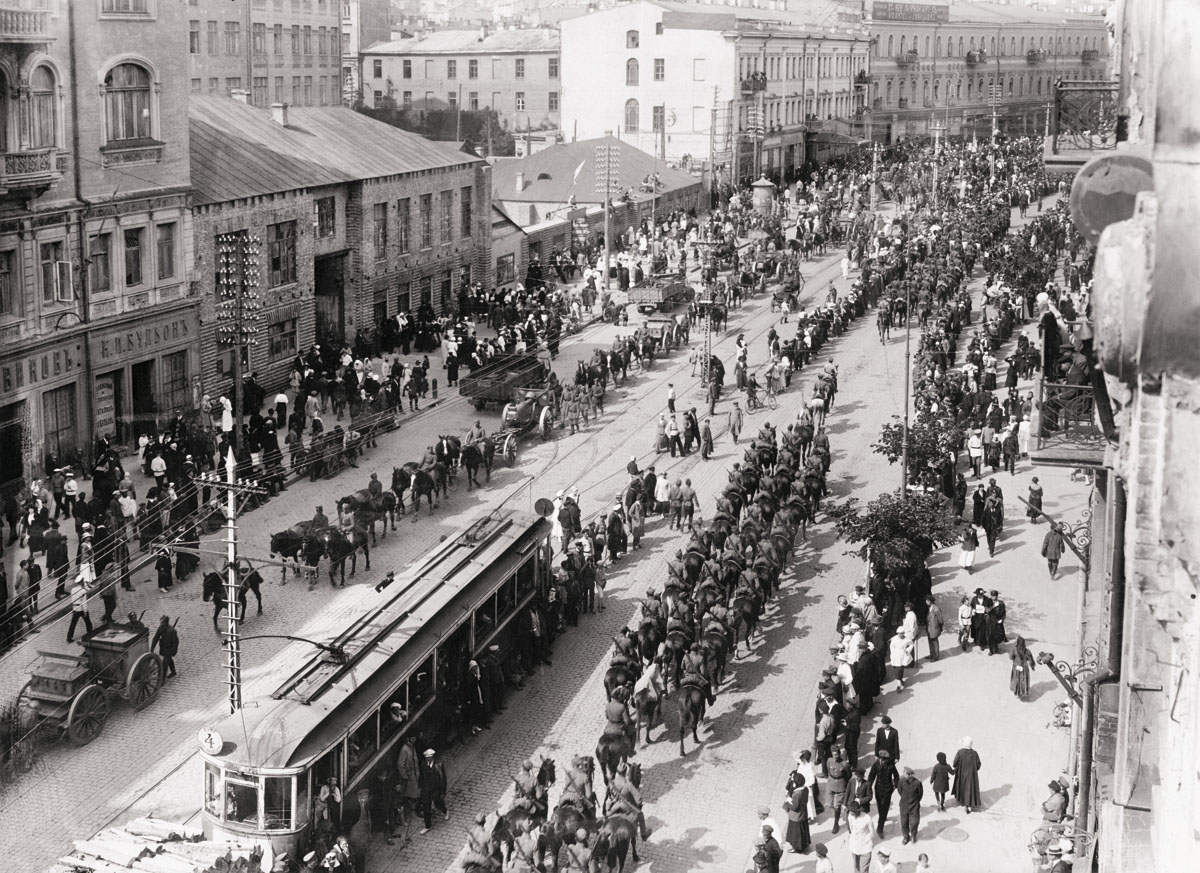
Польско-украинские войска вступают в Киев. Крещатик, 1920

25 апреля 1920 года польские войска атаковали позиции Красной Армии по всей протяжённости украинской границы и к 28 апреля заняли линию Чернобыль — Казатин — Винница — румынская граница.
Части 12-й армии РККА были разбросаны на большом расстоянии друг от друга, потеряли единое управление и нуждались в перегруппировке. Командующий армией С. А. Меженинов, не рискуя вступать в бой, отвёл войска.
29 апреля командующий Западным фронтом Владимир Гиттис был снят с должности, на его место был назначен Михаил Тухачевский, ранее проявивший себя в ходе боёв против войск Колчака и Деникина. Также для лучшего управления войсками южная часть Западного фронта была преобразована в Юго-Западный фронт, командующим войсками которого был назначен Александр Егоров.

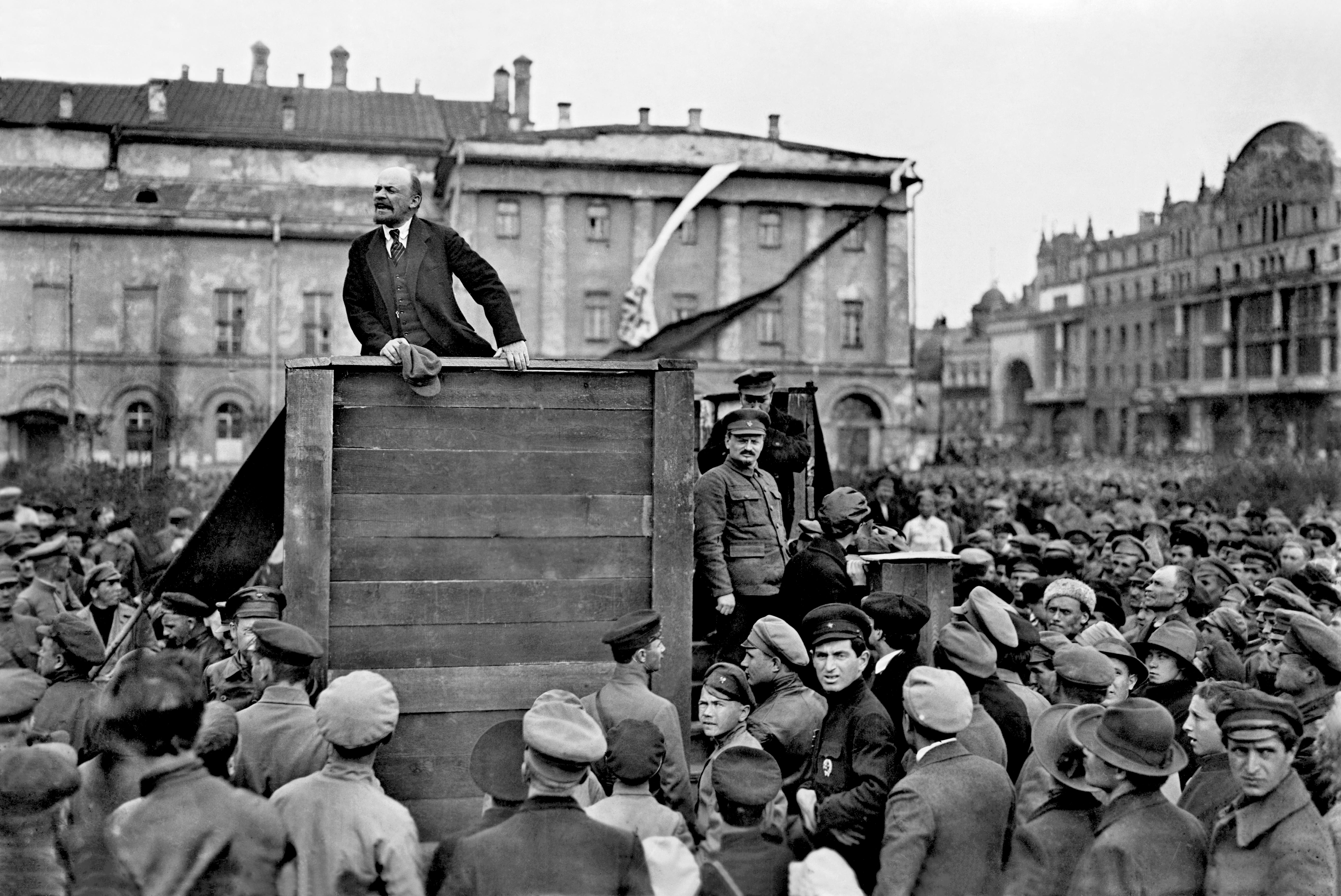
Выступление Ленина в Москве 5 мая 1920 года с призывом к рабочим идти на польский фронт. Справа от трибуны — Л. Троцкий, сзади него — Л. Каменев

7 мая в оставленный частями РККА Киев вступила польская кавалерия, вскоре полякам удалось создать на левом берегу Днепра плацдарм глубиной до 15 км.
| На южном участке фронта — от Днестра до Припяти:                                                                         | На южном участке фронта — от Днестра до Припяти:               | На северном участке фронта — между Припятью и Западной Двиной: | На северном участке фронта — между Припятью и Западной Двиной: |
| --- | -------------------------------------------------------------- | --- | -------------------------------------------------------------- |
| Войско Польское: | Юго-Западный фронт Александра Егорова:                         | Войско Польское | Западный фронт Михаила Тухачевского:                           |

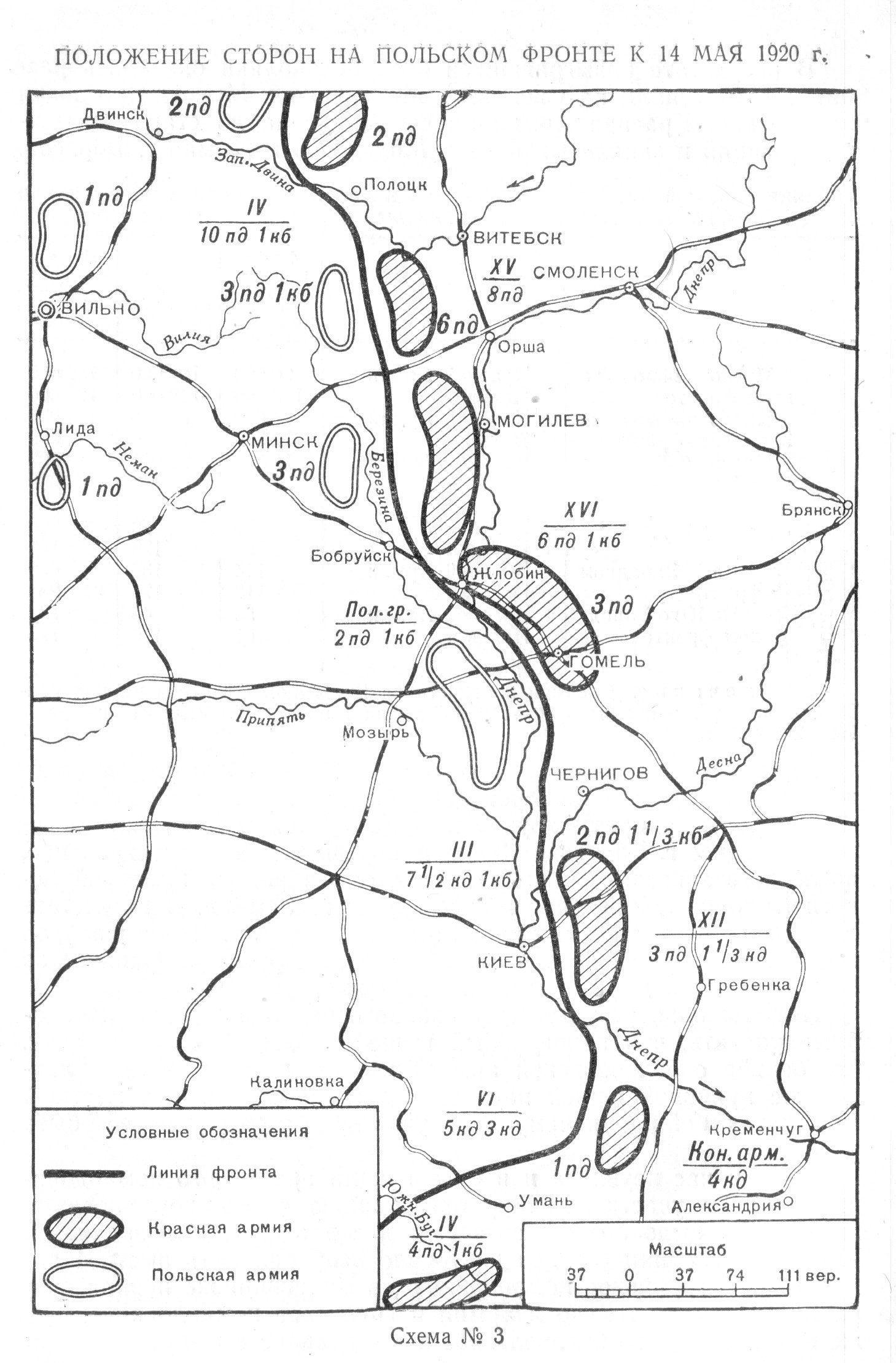
Линия фронта на 14 мая 1920 года

| - 6-я армия генерала Вацлава Ивашкевича - 2-я армия генерала Антони Листовского - 3-я армия генерала Эдварда Рыдз-Смиглы | - 12-я армия Сергея Меженинова - 14-я армия Иеронима Уборевича | - 4-я армия (район Полесья и Березины) генерала Станислава Шептицкого - Оперативная группа генерала Леонарда Скерского (район Борисова) - 1-я армия (район Двины) генерала Стефана Маевского - Резервная армия генерала Казимежа Соснковского | - 15-я армия Августа Корка - 16-я армия Николая Соллогуба      |
| Всего: 30,4 тыс. штыков и 4,9 тыс. сабель.                                                                               | Всего: 13,4 тыс. штыков и 2,3 тыс. сабель.                     | Всего: 60,1 тыс. штыков и 7 тыс. сабель. | Всего: 66,4 тыс. штыков и 4,4 тыс. сабель.                     |

### Наступление Красной армии весной — летом 1920 года

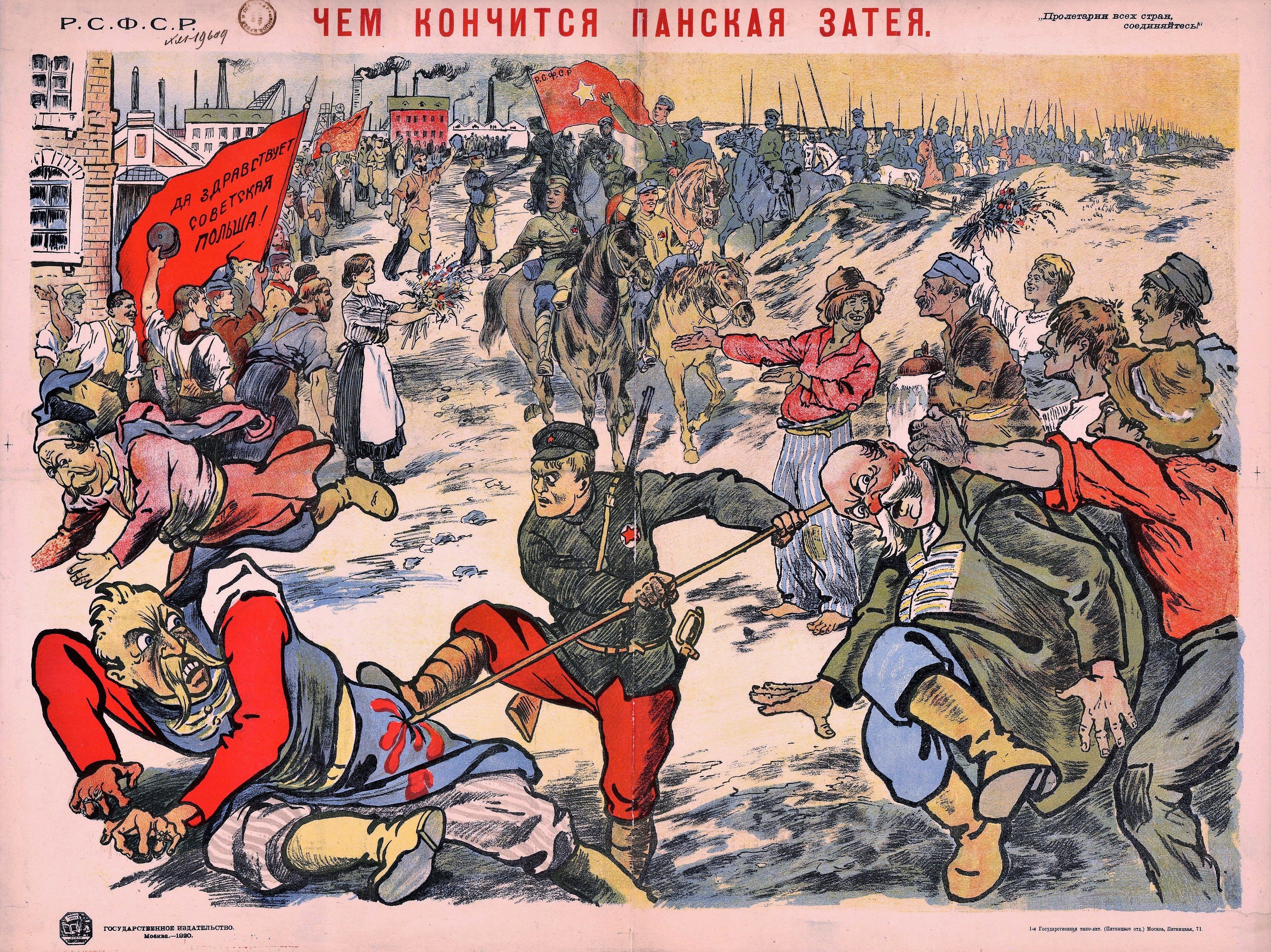
«Чем кончится панская затея». Советский плакат

Тухачевский решил воспользоваться отвлечением части сил польской армии с белорусского направления и 14 мая начал наступление на позиции поляков силами 12 пехотных дивизий. Несмотря на первоначальный успех, к 27 мая наступление советских войск захлебнулось, а 1 июня 4-я и части 1-й польских армий перешли в контрнаступление против советской 15-й армии и к 8 июня нанесли ей тяжёлое поражение.
На Юго-Западном фронте ситуация была переломлена в пользу советских войск с вводом в действие переброшенной с Кавказа 1-й конной армии С. М. Будённого (16,7 тыс. сабель, 48 орудий, 6 бронепоездов и 12 самолётов). Она вышла из Майкопа 3 апреля, разгромила отряды Н. И. Махно в Гуляйполе, переправилась через Днепр к северу от Екатеринослава (6 мая). 26 мая после концентрации всех частей в Умани 1-я Конная атаковала Казатин, а 5 июня Будённый, нащупав слабое место в польской обороне, прорвал фронт под Самгородком и вышел в тыл польским частям, наступая на Бердичев и Житомир. 10 июня 3-я польская армия Рыдз-Смиглы, опасаясь окружения, оставила Киев и двинулась в район Мазовии. Через 2 дня 1-я Конная армия вступила в Киев. Попытки малочисленных войск Егорова помешать отступлению 3-й армии окончились неудачно. Польские войска, перегруппировавшись, попытались перейти в контрнаступление: 1 июля войска генерала Леона Бербецкого нанесли удар по фронту 1-й Конной армии под Ровно. Это наступление не было поддержано смежными польскими частями, и войска Бербецкого были отброшены. Польские войска предприняли ещё несколько попыток захватить город, однако 10 июля он окончательно перешёл под контроль РККА.
На рассвете 4 июля Западный фронт Михаила Тухачевского вновь перешёл в наступление. Основной удар наносился на правом, северном фланге, на котором было достигнуто почти двукратное превосходство в людях и вооружении. Замысел операции заключался в обходе польских частей кавалерийским корпусом Гая и оттеснении 4-й армией РККА Белорусского фронта к литовской границе. Эта тактика принесла успех: 5 июля 1-я и 4-я польские армии начали быстро отходить в направлении Лиды, и, не сумев закрепиться на старой линии немецких окопов, в конце июля отступили к Бугу. За короткий период времени Красная Армия продвинулась более, чем на 600 км: 10 июля поляки оставили Бобруйск, 11 июля — Минск, 14 июля части РККА взяли Вильно. 26 июля в районе Белостока РККА перешла уже непосредственно на польскую территорию, а 1 августа, несмотря на приказы Пилсудского, советским войскам почти без сопротивления был сдан Брест.

На южном направлении поляки оказали упорное сопротивление под Володаркой (29-31 мая) и Бродами (29 июля — 3 августа).

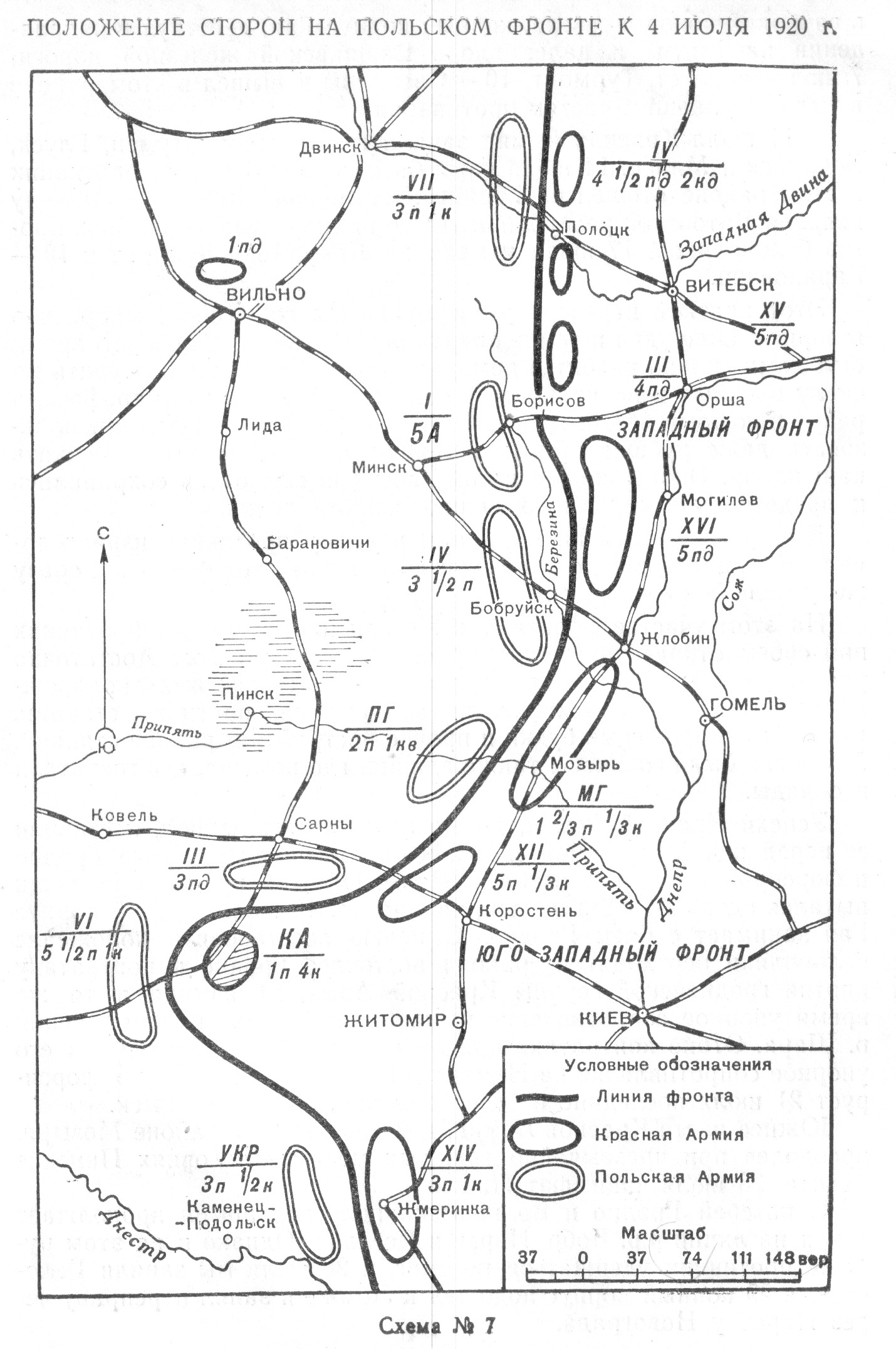
Линия фронта на 4 июля 1920 года

Выйдя на польскую границу, Главное командование РККА оказалось перед сложным выбором, продолжать операцию или нет. Главком Каменев 2 года спустя в статье «Борьба с Белой Польшей» так описывал сложившуюся при принятии решения обстановку:

«Рассматриваемый период борьбы во всем ходе событий оказался краеугольным. По достижении вышеуказанных успехов перед Красной Армией сама собою, очевидно, стала последняя задача овладеть Варшавой, а одновременно с этой задачей самой обстановкой был поставлен и срок её выполнения „немедленно“… … Перед нашим командованием, естественно, стал во всю свою величину вопрос: посильно ли немедленное решение предстоящей задачи для Красной Армии в том её составе и состоянии, в котором она подошла к Бугу, и справится ли тыл. И теперь как и тогда на это приходится ответить: и да, и нет. Если мы были правы в учёте политического момента, если не переоценивали глубины разгрома белопольской армии и если утомление Красной Армии было не чрезмерным, то к задаче надо было приступить немедленно. В противном случае от операции, весьма возможно, нужно было бы отказаться совсем, так как было бы уже поздно подать руку помощи пролетариату Польши и окончательно обезвредить ту силу, которая совершила на нас предательское нападение. Неоднократно проверив все перечисленные сведения, было принято решение безостановочно продолжать операцию».
Как видно, решение принималось исходя из двух факторов — политического и военного. И если второй, вероятно, был оценён верно — польская армия действительно находилась на грани катастрофы, даже по оценкам сторонних наблюдателей (в частности участник французской военной миссии генерал Фори отмечал, что «в начале операции на Висле для всех военных специалистов судьба Польши казалась окончательно обречённой, причём не только стратегическое положение было безнадёжным, но и в моральном отношении польские войска имели грозные симптомы, которые, казалось, должны были окончательно привести страну к гибели») и времени на передышку при прочих благоприятных условиях ей давать было нельзя, то первый фактор оказался ошибочным. Как отметил тот же Каменев, «теперь наступил тот момент, когда рабочий класс Польши уже действительно мог оказать Красной армии ту помощь… но протянутой руки пролетариата не оказалось. Вероятно, более мощные руки польской буржуазии эту руку куда-то запрятали».

Впоследствии, во времена Сталина, вину за провал было принято возлагать на Тухачевского. Это мнение звучало и из уст военных профессионалов, в частности Конева: 
«К его (Тухачевского) недостаткам принадлежал известный налёт авантюризма, который проявился ещё в польской кампании, в сражении под Варшавой. И. С. Конев говорил, что он подробнейшим образом изучал эту кампанию, и, каковы бы ни были ошибки Егорова, Сталина на Юго-Западном фронте, целиком сваливать на них вину за неудачу под Варшавой Тухачевского не было оснований. Само его движение с оголёнными флангами, с растянувшимися коммуникациями и всё его поведение в этот период не производят солидного, положительного впечатления».
 Тем не менее этот риск осознавался на высшем уровне военным и политическим руководством Советской России. Каменев писал:

«Таким образом, Красная Армия открыто пошла на риск, и риск чрезмерный. Ведь операция, даже при удовлетворительном разрешении всех перечисленных условий, всё же должна была вестись прежде всего без всякого тыла, который быстро восстановить было совершенно невозможно после произведённых белополяками разрушений…

Самая операция овладения Варшавой с севера крайне отрывала наши главные силы от ивангородского направления, куда отходили значительные силы белополяков, и затем чрезмерно растягивала наш фронт. Силы же наши, не имея возможности получить пополнения, так как железные дороги, оставленные нам белополяками, были совершенно разрушены, с каждым днём таяли. Таким образом, к моменту развязки мы шли, с каждым днём уменьшаясь в числе, в боевых припасах и растягивая свои фронт».
В начале июля 1920 года польское правительство обратилось за поддержкой к Верховному совету Антанты. Страны Антанты обусловили оказание поддержки Польше отводом польских войск на определённую Советом в декабре 1919 года в качестве восточной границы Польши линию. 10 июля 1920 года Польша согласилась признать эту линию в надежде на получение крайне необходимой поддержки западных держав. 11 июля 1920 года лорд Керзон направил ноту на имя советского правительства, предлагая приостановить наступление на расстоянии в 50 км к востоку от линии Керзона. Если наступление не будет приостановлено, — писал Керзон, — «Британское правительство и его союзники сочтут себя обязанными помочь польской нации защищать своё существование всеми средствами, имеющимися в их распоряжении».
12 июля 1920 года «Правда» в передовой статье сообщала:

Мы начали разгром белогвардейской Польши. Мы должны довести его до конца… Да здравствует Польская Советская Республика, которой сегодня нет, но которая родится завтра…

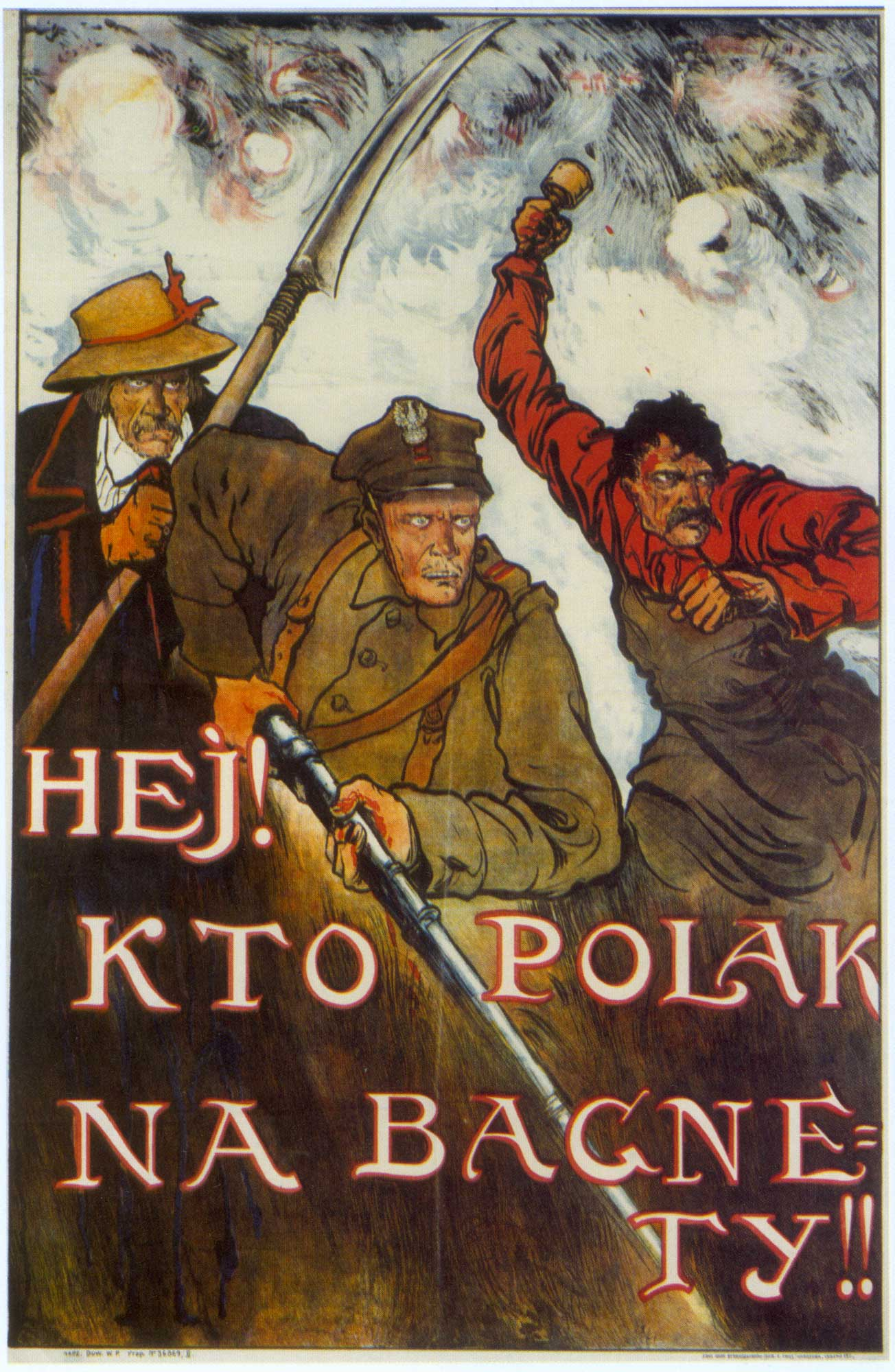
Эй, кто поляк, в штыки! Плакат с цитатой из «Варшавянки» 1831 года

15 июля 1920 года Владимир Ленин запросил Уншлихта о том, как он и другие польские товарищи относятся к тому, чтобы Красная армия разгромила Пилсудского и сразу ушла из Польши, вооружив рабочих и пообещав «польским рабочим и крестьянам границу восточнее той, которую даёт Керзон и Антанта». Уншлихт одобрил это предложение.
Большевиками был сформирован Временный революционный комитет Польши (Польревком), который должен был принять на себя всю полноту власти после взятия Варшавы и свержения Пилсудского. Об этом большевики официально объявили 1 августа в Белостоке, где и расположился Польревком. Возглавлял комитет Юлиан Мархлевский. В тот же день, 1 августа, Польревком огласил «Обращение к польскому рабочему народу городов и деревень». В «Обращении» сообщалось о создании Польской Республики Советов, о национализации земель, отделении церкви от государства, а также содержался призыв к рабочим гнать прочь капиталистов и помещиков, занимать фабрики и заводы, создавать ревкомы в качестве органов власти (таких ревкомов было сформировано 65). Комитет призвал солдат Войска Польского к мятежу против Пилсудского и переходу на сторону Польской Республики Советов. Польревком приступил также к формированию Польской Красной Армии (под командованием Романа Лонгвы), однако не достиг в этом каких-либо успехов.
Создание Польревкома объяснялось серьёзными надеждами советского руководства на помощь польского пролетариата и сыграло свою негативную роль в принятии решения о дальнейших действиях военным руководством.
Между тем, положение польских войск ухудшилось не только на белорусском, но и на украинском направлении, где вновь перешёл в наступление Юго-Западный фронт под командованием Александра Егорова (со Сталиным в качестве члена Реввоенсовета). Главной целью фронта являлся захват Львова, который защищали три пехотные дивизии 6-й польской армии и украинская армия под командованием Михайло Омельяновича—Павленко. 9 июля 14-я армия РККА взяла Проскуров, а 12 июля штурмом овладела Каменец-Подольским. 25 июля Юго-Западный фронт начал Львовскую наступательную операцию, однако овладеть Львовом так и не смог (См. также Битва под Бродами и Берестечком).
Воздушную битву авиация и Западного и Юго-Западного фронтов весной — летом 1920 г. выиграла.
К началу августа положение Польши было критическим и близким к катастрофе. Причём не только из-за быстрого отступления в Белоруссии, но и из-за ухудшения международного положения страны. Великобритания фактически перестала оказывать Польше военную и экономическую помощь, Германия и Чехословакия закрыли границы с Польшей, и единственным пунктом доставки грузов в республику остался Данциг, где в июле 1920 года, пользуясь особым статусом этого города местные портовые рабочие по наущению агентов коминтерна объявили забастовку, отказавшись разгружать французское оружие и боеприпасы, которые предназначались для польской армии, что на короткий срок создало кризис снабжения польской армии. В итоге снаряжение было разгружено дислоцированными в городе французскими и британскими войсками, а Польша создала военный склад на Вестерплатте и приступила к строительству морского порта в Гдыне, польским военным командованием рассматривалась и прорабатывалась возможность военной операции по овладению Данцигом или, по крайней мере, его портом, такая обстановка сохранялась до ноября 1920 года. Впрочем, основные поставки и помощь осуществлялись не вышеперечисленными странами, а Францией и США, которые не прекращали свою деятельность (см. ниже «Роль других стран в конфликте»). С приближением войск РККА к Варшаве, оттуда началась эвакуация иностранных дипмиссий.
| На южном участке фронта:                                                                          | На южном участке фронта: | На северном участке фронта:                                                                                               | На северном участке фронта:                                                        | На северном участке фронта: |
| ------------------------------------------------------------------------------------------------- | --- | --- | ---------------------------------------------------------------------------------- | --- |
| Войско Польское Южный фронт генерала Вацлава Ивашкевича:                                          | Юго-Западный фронт Александра Егорова: | Войско Польское Северный фронт генерала Юзефа Халлера:                                                                    | Войско Польское Центральный фронт генерала Эдварда Рыдз-Смиглы:                    | Западный фронт Михаила Тухачевского: |

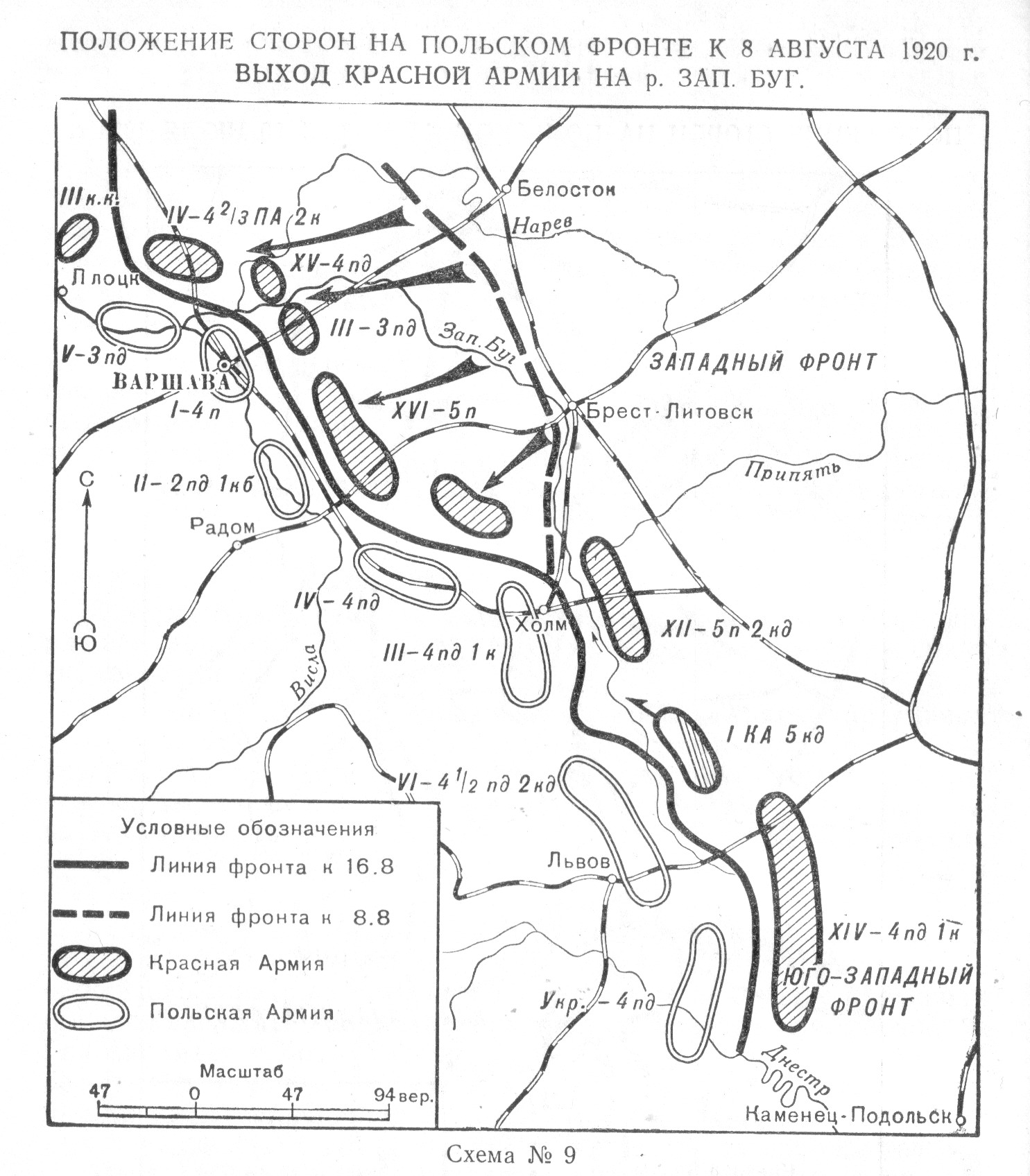
Линия фронта на 16 августа 1920 года

| - 6-я армия генерала Владислава Енджеевского; - Армия УНР генерала Михайла Омельяновича-Павленко. | На территории Украины продолжалось сражение за Львов: - 12-я армия Гаспара Восканова; - 14-я армия Михаила Молкочанова; - 1-я Конная армия Семёна Будённого. | - 5-я армия генерала Владислава Сикорского; - 1-я армия генерала Францишека Латиника; - 2-я армия генерала Болеслава Рои. | - 4-я армия генерала Леонарда Скерского; - 3-я армия генерала Зигмунта Зелинского. | - 3-й кавалерийский корпус Г. Д. Гая; - 4-я армия А. Д. Шуваева, начштаба — Г. С. Горчаков; - 15-я армия Августа Корка; - 3-я армия Владимира Лазаревича; - 16-я армия Николая Соллогуба; - Мозырская группа Тихона Хвесина. |
| Всего: -- тыс. штыков и -- тыс. сабель.                                                           | Всего: -- тыс. штыков и -- тыс. сабель. | Всего: -- тыс. штыков и -- тыс. сабель.                                                                                   | Всего: -- тыс. штыков и -- тыс. сабель.                                            | Всего: -- тыс. штыков и -- тыс. сабель. |

### Варшавское сражение

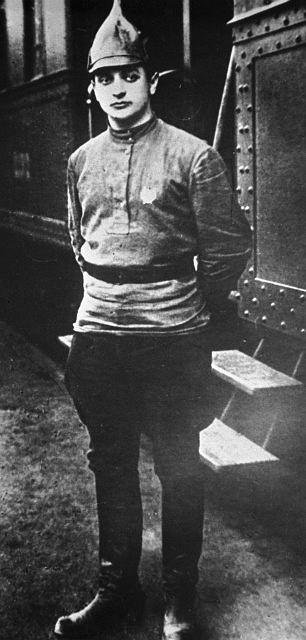
Михаил Тухачевский, 1920 г.

12 августа войска Западного фронта Михаила Тухачевского перешли в наступление, целью которого был захват Варшавы. Главным инициатором похода был Ленин. Троцкий в своей книге «Моя жизнь» пишет, что Ленин истово верил в подготовленность польского пролетариата к революции извне.
Общая численность личного состава расходится во всех источниках. Можно предположить, что силы были примерно равны и не превышали 200 тыс. человек с каждой стороны.
План Михаила Тухачевского предусматривал форсирование Вислы в нижнем течении и атаку на Варшаву с запада. Согласно некоторым предположениям, целью «отклонения» направления удара советских войск на север был скорейший выход к германской границе, что должно было ускорить установление советской власти в этой стране.
13 августа две стрелковые дивизии РККА ударили под Радимином (в 23 км от Варшавы) и овладели городом. Затем одна из них двинулась на Прагу (правобережная часть Варшавы), а вторая повернула направо — на Непорент и Яблонну. Польские силы отошли на вторую линию обороны.
В начале августа польско-французским командованием был окончательно оформлен план контрнаступления. Советский историк польско-советской войны Н. Какурин, подробно разбирая формирование данного плана и вносимые в него изменения, приходит к мысли о значительном влиянии французских военных на появление его окончательного варианта.

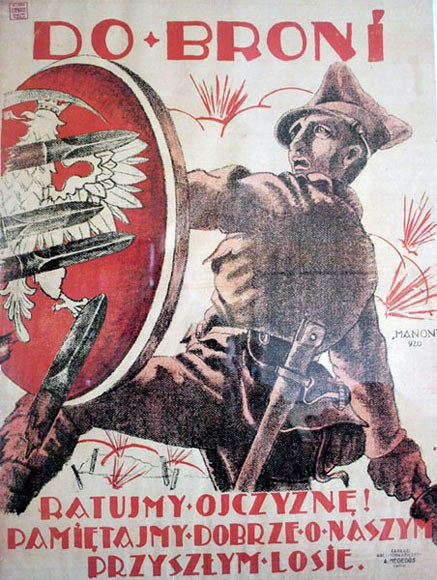
«К оружию! Спасём Отчизну! Вспомним о нашей судьбе!» Польский плакат 1920 года

Польский план контрнаступления предусматривал концентрацию крупных сил на реке Вепш и внезапный удар с юго-востока в тыл войск Западного фронта. Для этого из двух армий Центрального фронта генерала Эдварда Рыдз-Смиглы были сформированы две ударные группы. В руки красноармейцев, однако, попал приказ 8358 / III о контрударе под Вепшем с подробной картой, но советское командование посчитало найденный документ дезинформацией, целью которой был срыв наступления Красной Армии на Варшаву. В тот же день и польская радиоразведка перехватила приказ по 16-й армии о наступлении на Варшаву 14 августа. Чтобы опередить красных, по приказу Юзефа Халлера 5-я армия Владислава Сикорского, защищающая Модлин, из района реки Вкра ударила по растянувшемуся фронту Тухачевского на стыке 3-й и 15-й армий и прорвала его. В ночь на 15 августа две резервные польские дивизии атаковали с тыла советские войска под Радимином. Вскоре город был взят.
16 августа маршал Пилсудский начал осуществление задуманного контрудара. Полученная радиоразведкой информация о слабости Мозырской группы сыграла свою роль. Сосредоточив против неё более чем двойной перевес (47,5 тыс. бойцов против 21 тыс.), польские войска (первая ударная группа под командованием самого Пилсудского) прорвали фронт и разгромили южное крыло 16-й армии. Одновременно шло наступление на Влодаву силами 3-й дивизии пехоты Легионов, а также, при поддержке танков, на Минск-Мазовецкий. Это создало угрозу окружения всех войск РККА в районе Варшавы.

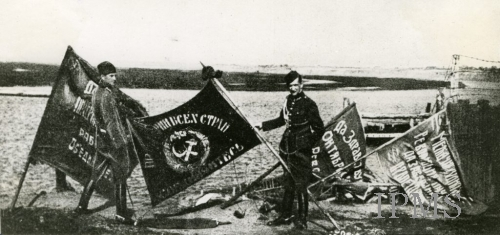
Польские солдаты демонстрируют знамёна РККА, захваченные в битве под Варшавой

Учитывая критическое положение на Западном фронте, главком Каменев 11 августа приказал передать 12-ю и 1-ю Конную армии в состав Западного фронта для его существенного усиления. Руководство Юго-Западного фронта, осаждавшего Львов, проигнорировало этот приказ, а одним из противников переброски Конармий на западное направление был член РВС Юго-Западного фронта И. В. Сталин, который в целом был принципиальным противником планов завоевания исконно польских территорий, в частности, столицы Польши.
В результате поражения под Варшавой советские войска Западного фронта понесли тяжёлые потери. По некоторым оценкам, в ходе Варшавского сражения погибли 25 тыс. красноармейцев, 60 тысяч попали в польский плен, свыше 50 тыс. ушли в Восточную Пруссию и были там интернированы. Несколько тысяч человек пропали без вести. Фронт потерял также большое количество артиллерии и техники. Польские потери оцениваются в 15 тыс. убитых и пропавших без вести и 22 тыс. раненых.

### Рейд Конармии на Замостье

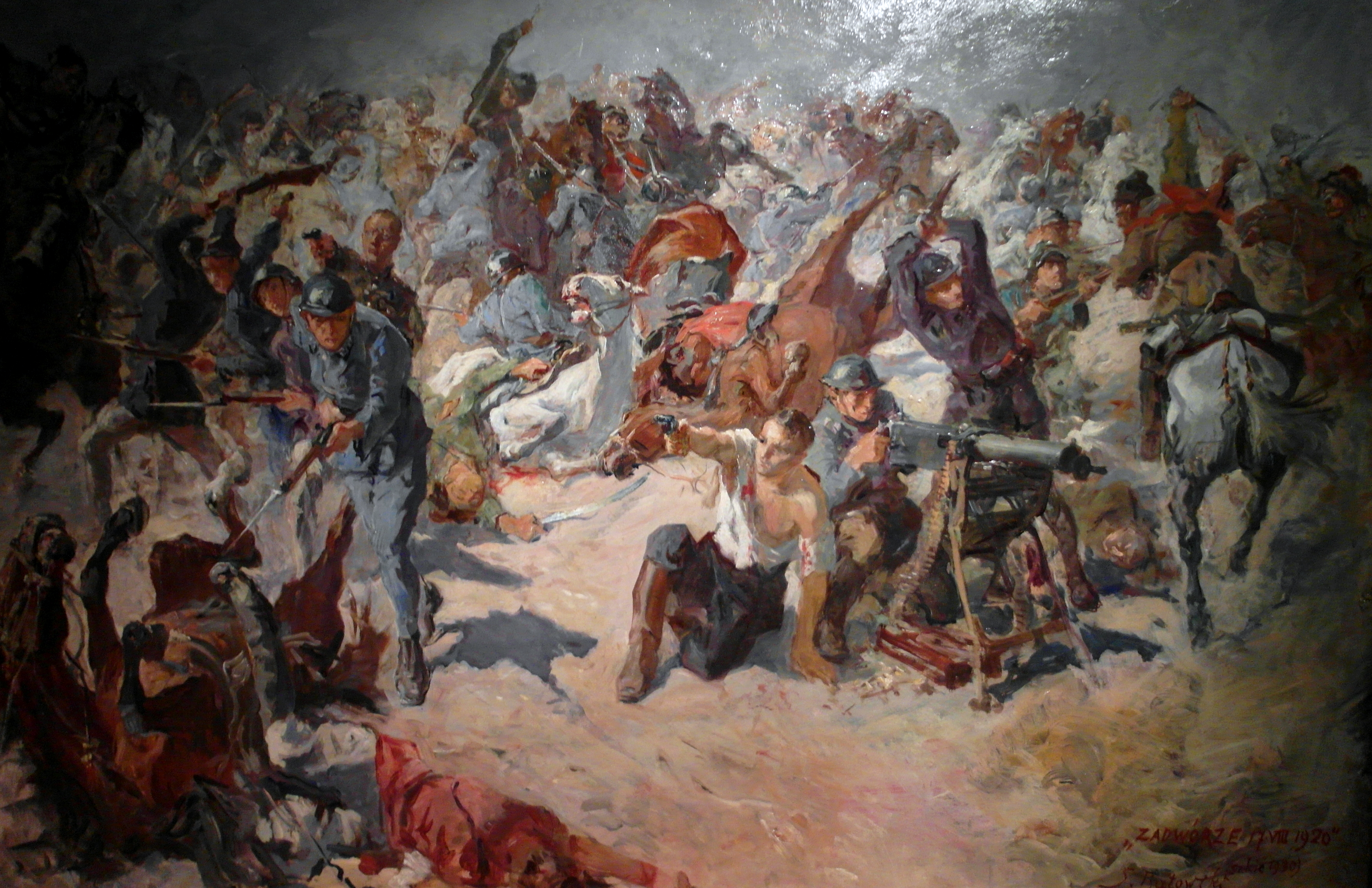
Бой под Задворьем 17 августа 1920 г. Худ. Станислав Качор Батовский

1-я Конная армия начала движение на север только 20 августа и прибыла маршем в район Замостья к 30 августа. К этому времени войска Западного фронта уже начали неорганизованное отступление на восток. 19 августа поляки заняли Брест, 23 августа — Белосток. В период с 22-го по 26-е августа 4-я армия, 3-й конный корпус Гая, а также две дивизии из состава 15-й армии (всего около 40 тысяч человек) перешли германскую границу и были интернированы.
29 августа 1-я Конная начала атаку на укрепленный город Замостье. Взять город с ходу не удалось (см. Оборона Замостья). Польское командование послало на выручку гарнизону 1-ю кавалерийскую дивизию (ком. Юлиуш Руммель). 31 августа в районе села Komarów (ныне Комаров) к юго-востоку от Замостья произошло последнее в истории, крупное кавалерийское сражение, известное как битва при Комарове. Сражение закончилось решительной победой поляков, 1-я Конная была вынуждена отступить и вскоре была снята с фронта. Красная армия начала отступление на восток.

### Бои в Белоруссии осенью 1920 года
После отступления из Польши Тухачевский закрепился на линии рек Неман — Щара — Свислочь, используя при этом в качестве второго рубежа обороны оставшиеся с Первой мировой войны германские укрепления. Западный фронт получил большие подкрепления из тыловых районов, также в его состав возвратились 30 тыс. человек из числа интернированных в Восточной Пруссии. Постепенно Тухачевский смог почти полностью восстановить боевой состав фронта: на 1 сентября он располагал 73 тыс. бойцов и 220 орудиями. По приказу Каменева Тухачевский готовил новое наступление.
К наступлению готовились и поляки. Атакой на Гродно и Волковыск предполагалось связать основные силы РККА и дать возможность 2-й армии через территорию Литвы выйти в глубокий тыл передовых частей Красной армии, держащих оборону на Немане. 12 сентября Тухачевский отдал приказ о наступлении на Влодаву и Брест южным флангом Западного фронта, включающим 4-ю и 12-ю армии, но приказ был перехвачен и расшифрован польской радиоразведкой. В тот же день начались бои за город Кобрин, затем польскими войсками 3-й армии была прорвана оборона 12-й армии и взят Ковель. Это сорвало общее наступление войск РККА, поставило под угрозу окружения южную группировку Западного фронта и вынудило 4-ю, 12-ю и 14-ю армии отойти на восток.
Оборону Западного фронта на Немане держали 3 армии: 3-я Владимира Лазаревича, 15-я Августа Корка и 16-я Николая Соллогуба (всего около 100 тысяч бойцов, около 250 орудий). Им противостояла польская группировка Юзефа Пилсудского: 2-я армия генерала Эдварда Рыдз-Смиглы, 4-я армия генерала Леонарда Скерского, резерв главнокомандующего.
Пилсудский предполагал развить успех, окружить и уничтожить оставшиеся войска Западного фронта у Новогрудка. Однако ослабленные в боях польские части не смогли выполнить этот приказ, и войска РККА смогли перегруппироваться и организовать оборону. В ходе Неманского сражения польские войска захватили пленных, орудия, большое количество лошадей и амуниции.
12 октября поляки вновь вошли в Минск и Молодечно. Боевые действия в Белоруссии продолжались вплоть до подписания мирного договора в Риге.

### Бои на Украине осенью 1920 года
В начале сентября 1920 года польское командование перебросило крупные польские соединения, освободившиеся после победы в Варшавской битве, с северного на южный участок фронта. Одновременно началось наступление 3-й польской армии на среднем участке реки Западный Буг между Влодавой и Сокалем и 6-й армии, вместе с подчиненной ей армией УНР, на участке восточнее линии верхнего Буга, Гнилой и Злотой Лип, а также севернее Днестра.
10—12 сентября 3-я польская армия генерала В. Сикорского разбила части 12-й армии и захватила Ковель, создав оперативный прорыв на Волыни. Группе генерала Л. Желиговского, развернутой на южном крыле 3-й армии, только со второй попытки удалось форсировать Буг и 13 сентября овладеть районом Сокаля. 14 сентября был занят Владимир-Волынский. Разгромленные части советских 6-й и 14-й кавалерийских дивизий и 44-й стрелковой дивизии вышли из окружения, отойдя по северной и южной стороне трассы на Луцк. Чтобы не дать РККА организовать сопротивление на Стыре, генерал Сикорский приказал захватить Луцк. 16 сентября поляки заняли Луцк, и кавалерийский корпус полковника Ю. Роммеля переправился через Стырь южнее Луцка и двинулся в сторону Ровно, где в это время была сосредоточена 1-я Конная армия. 18 сентября кавалерийский корпус Роммеля захватил Ровно и Здолбунов. Деморализованная советская кавалерия отошла к Звягелю. 18 сентября был занят Млинов, кавалерийский корпус захватил Клевань, а оперативная группа генерала Краевского подошла к Колкову. К концу сентября польские войска, преследуя части 12-й армии, вышли на линию река Горынь — Сарны — Тучин — западнее Славуты и Шепетовки.

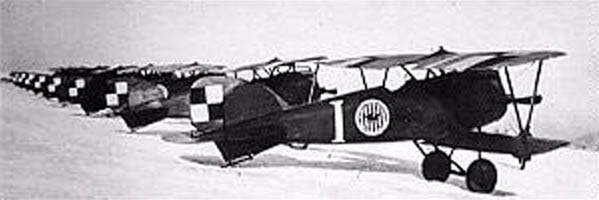
Истребители Albatros D.III серии 253 7-й эскадрильи на аэродроме Левандовка вблизи Львова зимой 1919-1920 гг.; самолет, отмеченным большим знаком I, пилотировал командир эскадрильи Седрик Фаунтлерой

Части 6-й армии начали наступление утром 14 сентября. 15 сентября после форсирования Днестра был захвачен Галич. 16 сентября войскам УНР удалось форсировать Днестр и продвинуться к Бучачу и Чорткову. Передовые группы наступающих быстро продвигались на северо-восток, не встречая серьезного сопротивления. 19 сентября было взято Дубно, и поляки вышли в район Тернополья. Армия УНР вышла на линию Каменец-Подольский — Ярмолинцы — Проскуров. 
Командование Юго-Западного фронта, учитывая, что войска 12-й армии уже отошли на восток, 17 сентября приказало отвести и части 14-й армии на реки Иква и Серег. Позднее 14-я армия отошла на реку Збруч, а к 24 сентября вышла на линию Староконстантинов — Проскуров — Старая Ушица.
Бедственное состояние 12-й советской армии в связи большими потерями и глубоким прорывом противника в район Шепетовки и отходом Конной армии в резерв вынудило командарма 12-й Н. Н. Кузьмина принять самостоятельное решение о дальнейшем отходе 12-й армии за pеки Уборть и Случь. 14-я армия под нажимом поляков отходила на фронт Юзефполь (25 км южнее Любара) — Летичев — Деражня — Зиньковцы — река Калюс. К моменту заключения перемирия 18 октября Юго-Западный фронт удерживал линию рек Уборть и Случь — Сальника — Литин — Межиров — Носовецкая — река Мурафа. 

## Дипломатическая борьба

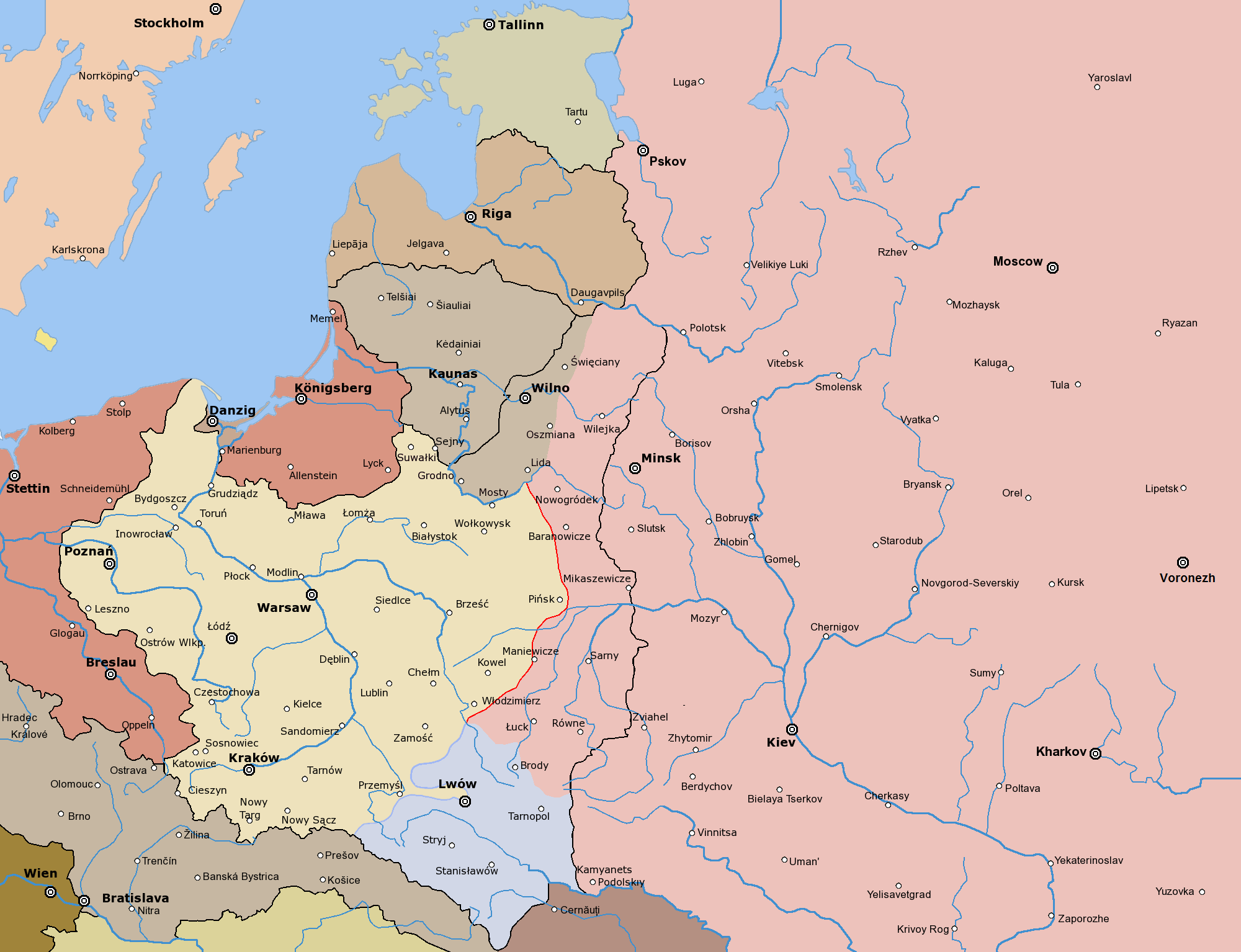
Фронт в марте 1919 года

Успехи польских войск в Белоруссии во многом были связаны с тем, что руководство РККА основные силы направляло для обороны южного направления от наступающих войск А. И. Деникина. Деникин, как и в целом Белое движение, признавал независимость Польши, однако был противником польских претензий на земли к востоку от Буга, считая, что они должны входить в состав единой и неделимой России.
Позиция Антанты по этому вопросу совпадала с деникинской — 8 декабря 1919 года была оглашена Декларация о восточной границе Польши (см. Линия Керзона), совпадающей с линией этнического преобладания поляков. При этом Антанта требовала от Пилсудского оказать военную помощь войскам Деникина и возобновить наступление в Белоруссии. Однако на тот момент польские войска находились значительно восточнее линии Керзона и правительство Пилсудского было не намерено оставлять занятые территории. После того, как многомесячные переговоры в Таганроге между Деникиным и представителем Пилсудского генералом Александром Карницким закончились безрезультатно, начались польско-советские переговоры.
В Микашевичах состоялась беседа между Юлианом Мархлевским и Игнацы Бёрнером. Предполагалось освобождение политических заключённых — был составлен список из 1574 поляков, находящихся в заключении в РСФСР, и 307 коммунистов, находящихся в польских тюрьмах. Большевики потребовали проведения в Белоруссии плебисцита среди местного населения по вопросу государственного устройства и территориальной принадлежности. Поляки в свою очередь потребовали передачи Двинска Латвии и прекращения боевых действий против УНР Петлюры, с которой к этому времени вступили в союз.

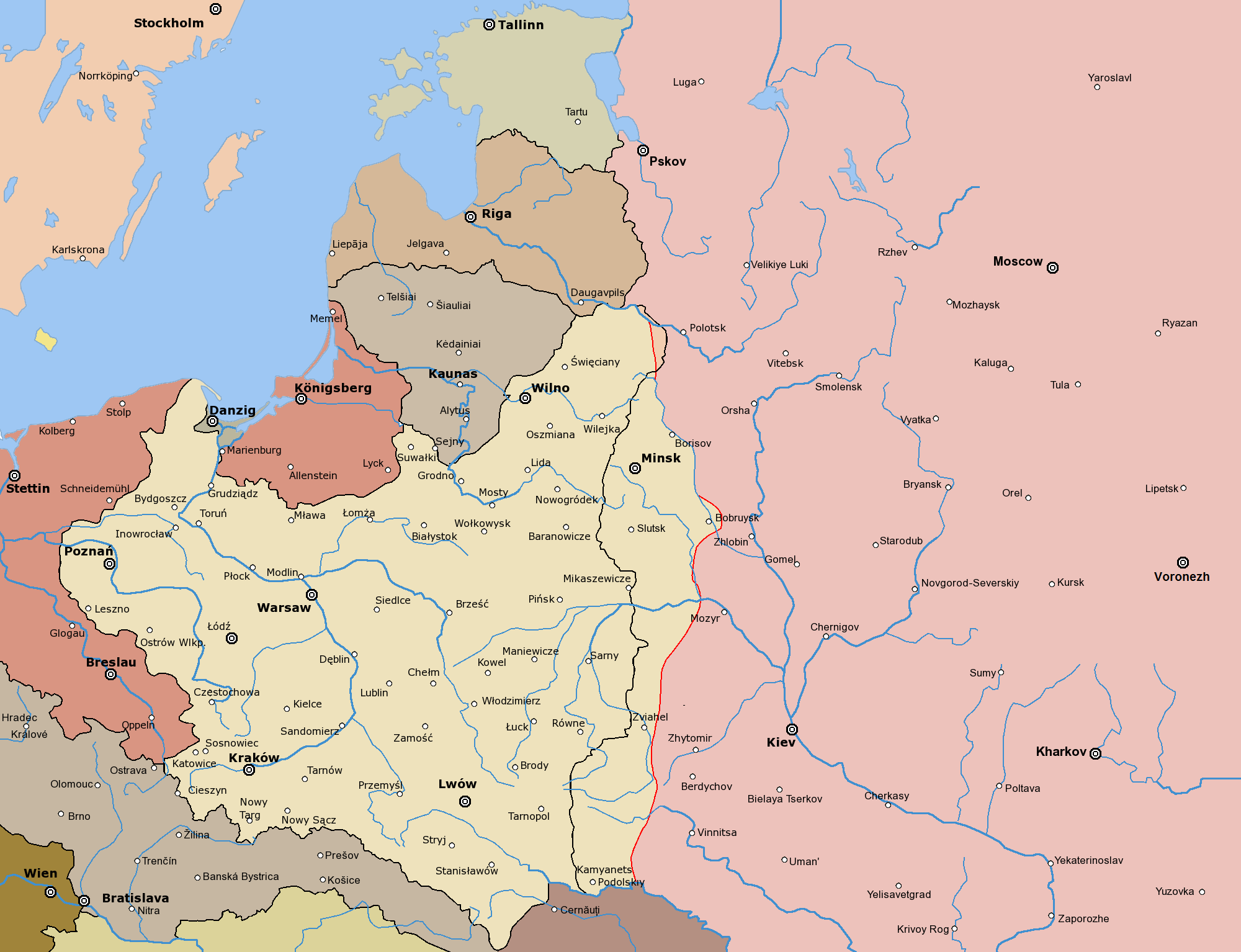
Фронт в декабре 1919 года

В октябре возобновились польско-советские переговоры в Микашевичах. Непосредственной причиной, по которой польская сторона вновь пошла на переговоры, была её обеспокоенность успехами армии Деникина в борьбе с Красной армией, занятие им Курска и Орла по пути на Москву. По оценкам Пилсудского, поддержка белых не отвечала интересам Польши. Подобное мнение высказал Юлиану Мархлевскому уполномоченный главы Польского государства на переговорах в Микашевичах капитан Игнацы Бёрнер, отметив, что «помощь Деникину в его борьбе с большевиками не может служить интересам Польского государства». Прямым следствием переговоров стала переброска элитной Латышской дивизии РККА с польского на Южный фронт, победа над белыми стала возможной исключительно благодаря фланговому удару Ударной группы, основу которой составляли латыши. В декабре 1919 года переговоры в Микашевичах были по инициативе поляков прекращены. Это объясняется во многом низкой оценкой Красной армии (как и ВСЮР) со стороны Пилсудского. Перед началом боевых действий польских войск против красных, в частности в январе 1920 года, в беседе с британским дипломатом сэром МакКиндером он высказал следующее мнение:

«В начале беседы он (Пилсудский) пессимистически выражался об организации вооружённых сил генерала Деникина… Он выражал мнение, что в настоящий момент большевистские вооруженные силы по своей организации превосходили вооружённые силы генерала Деникина. Пилсудский утверждал, что генерал Деникин никогда не сможет в одиночку свергнуть большевистский режим. Тем не менее большевиков он расценивал как находящихся в тяжёлом положении и решительно утверждал, что польская армия могла самостоятельно войти в Москву следующей весной, но в этом случае перед ним встал бы вопрос — что делать в политическом плане» .

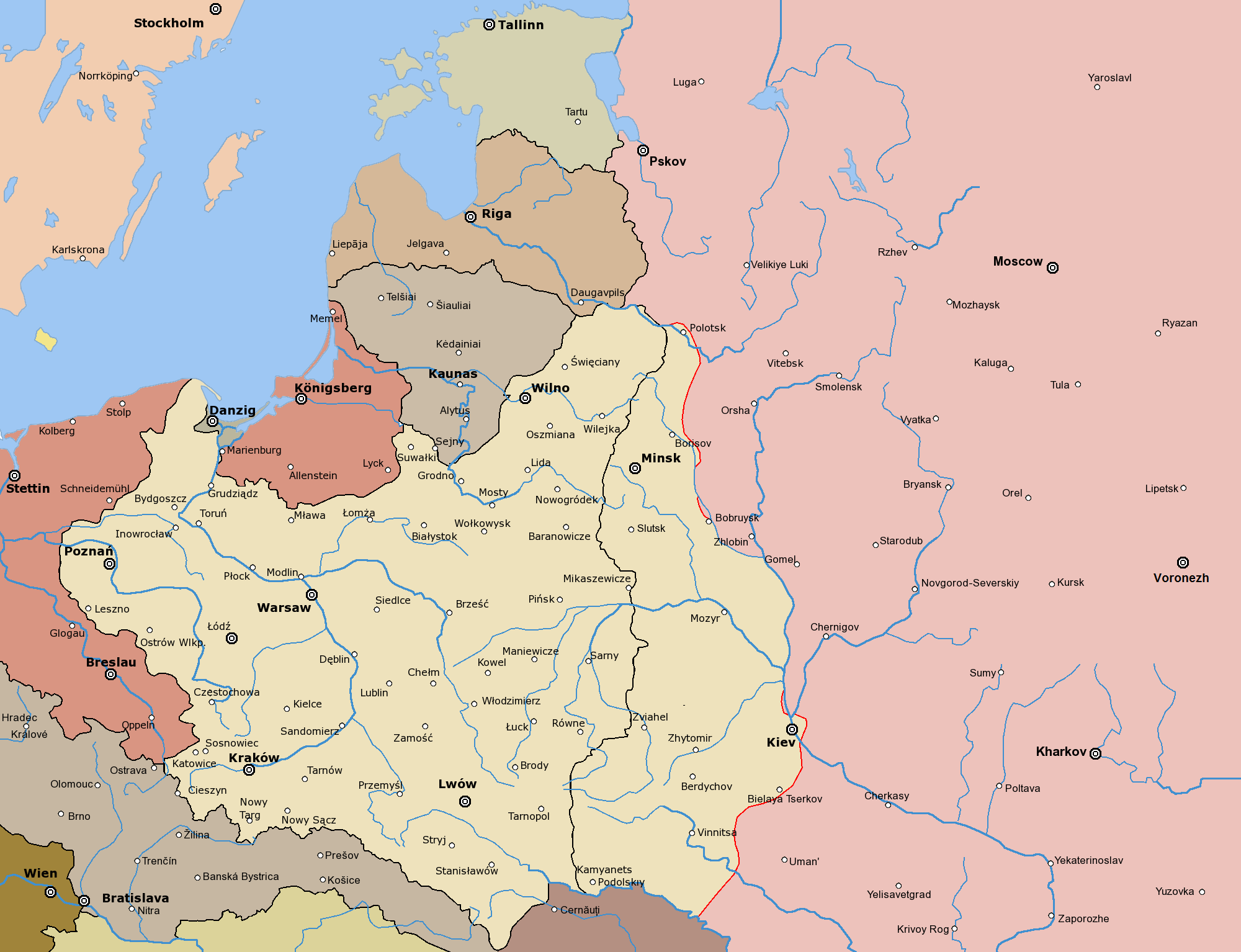
Фронт в мае 1920 года

Хотя переговоры закончились безрезультатно, перерыв в военных действиях позволил Пилсудскому подавить просоветски настроенную оппозицию, а РККА — перебросить резервы на белорусское направление и разработать план наступления.
После провала мирных переговоров боевые действия возобновились. В первых числах января 1920 года войска Эдварда Рыдз-Смиглы неожиданным ударом взяли Двинск и затем передали город латвийским властям.
28 января 1920 года Совнарком РСФСР опубликовал обращение к правительству и народу Польши в котором говорилось, что РСФСР безоговорочно признаёт независимость и суверенитет Польши, Красная армия не будет переходить существующей линии фронта в Белоруссии и на Украине; не будут заключаться договоры с Германией и другими странами, прямо или косвенно направленные против Польши, все вопросы двусторонних отношений, включая территориальные и экономические, Москва готова решать мирно, путём переговоров, взаимных уступок и соглашений.
28 февраля 1920 года Политбюро ЦК РКП(б) приняло решение, в котором говорилось:

Поручить т. Радеку руководство всей печатной агитацией и ознакомление общественного мнения с позицией России и польского правительства в польском вопросе, чтобы могущая возникнуть война с Польшей была правильно понята русскими и польскими массами как нападение империалистской Польши в угоду Антанте на желающую мира Советскую Россию.

6 марта польские войска начали наступление в Белоруссии, захватив Мозырь и Калинковичи. Четыре попытки Красной Армии отбить Мозырь не увенчались успехом.

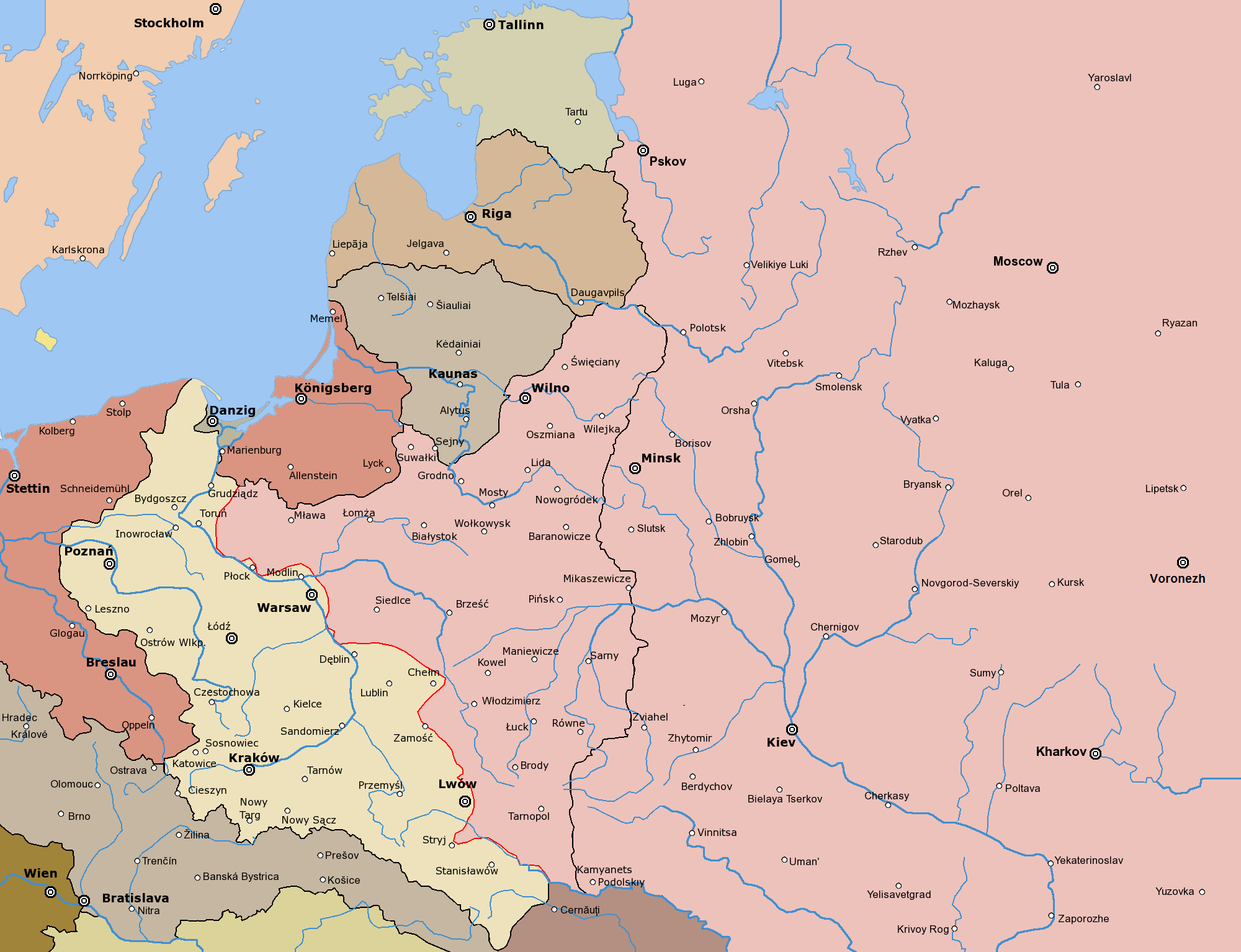
Фронт в августе 1920 года

27 марта Польша дала согласие начать мирные переговоры в оккупированном поляками Борисове, без прекращения «враждебных действий» на других участках фронта. 19 марта 1920 года правительство Польши объявило предварительные условия соглашения с РСФСР. Они включали проведение «свободных и демократических выборов» и «признание независимости всех государств, образовавшихся на территории бывшей Российской империи и в настоящее время фактически уже имеющих правительства; взять на себя обязательство не оказывать никакого влияния на их внутренний строй, оставляя за ними полную свободу».
Между тем с марта 1920 года польское военное командование готовилось к военной операции на Украине. 22 и 24 апреля соответственно были подписаны политический договор и секретная военная конвенция с Директорией во главе с Петлюрой.

## Рижский договор

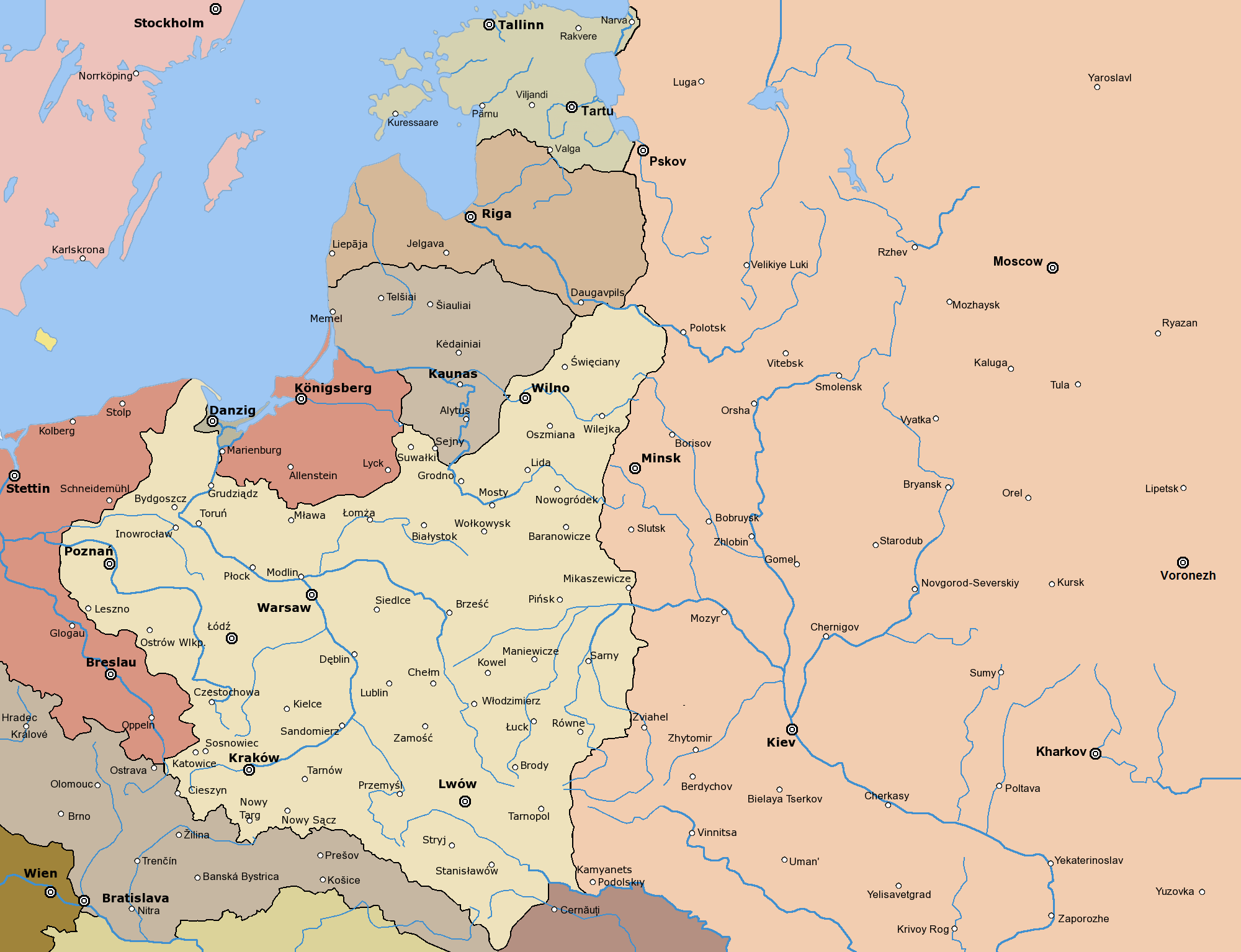
Граница между Польшей и РСФСР по итогам Рижского договора

Ещё 23 сентября, в условиях уже второй надвигающейся катастрофы Западного фронта на чрезвычайной сессии ВЦИК было принято решение об отказе от выдвинутых Польше первоначальных требований. Советская Россия признавала независимость Литвы, Польши и Белоруссии, передавала Польше Западную Украину и Западную Белоруссию, а также выплачивала Польше огромную контрибуцию за причинённый ущерб и вывезенное имущество. На этих условиях, 18 марта 1921 года в Риге между Польшей с одной стороны и РСФСР (делегация которой представляла также Белорусскую ССР) и Украинской ССР — с другой, был подписан Рижский мирный договор, подведший окончательную черту под Советско-польской войной.
По условиям договора к Польской Республике отошли обширные территории, находившиеся к востоку от линии Керзона, с преобладанием непольского населения — Западная Украина (западная часть Волынской губернии), Западная Белоруссия (Гродненская губерния) и часть территорий других губерний Российской империи.
Стороны обязывались не вести враждебной деятельности в отношении друг друга. Договором предусматривалось проведение переговоров о заключении торговых соглашений.
Советская сторона согласилась возвратить Польской Республике военные трофеи, все научные и культурные ценности, вывезенные с территории Царства Польского начиная с 1 января 1772 года, а также обязалась уплатить Польше в течение года 30 млн золотых рублей за вклад Царства Польского в хозяйственную жизнь Российской империи и передать польской стороне имущества на сумму 18 млн золотых рублей, то есть выплатить де-факто репарации. Польская Республика освобождалась от ответственности за долги и иные обязательства бывшей Российской империи.

## Спор об ответственности
В конце сентября 1920 года (с 22 по 25 сентября) в Москве прошла IX Всероссийская конференция РКП(б), посвящённая, в частности, вопросу о заключении мира с Польшей. С отчётным докладом ЦК выступил Ленин. Он выразил уверенность в победе над Польшей, в случае продолжения войны. Он также сообщил, что ЦК решил не возбуждать расследования степени ответственности за неудачи среди военных, но воздержался от объяснения причин этих неудач. О своей персональной роли в провале компании Ленин не упомянул, он признал лишь ошибку со стороны ЦК.
На конференции Троцкий публично обвинил Сталина в обмане Политбюро относительно перспектив занятия Львова, Сталин эмоционально возражал и выдвигал встречные обвинения. Дискуссия вылилась в публичную перепалку между членами Политбюро. Ленин решил встать на сторону Троцкого. Как отмечает британский историк Роберт Сервис, к концу конференции Ленин остался единственным членом Политбюро, избежавшим критики делегатов за провал польской кампании.

## Пропаганда и репрессии

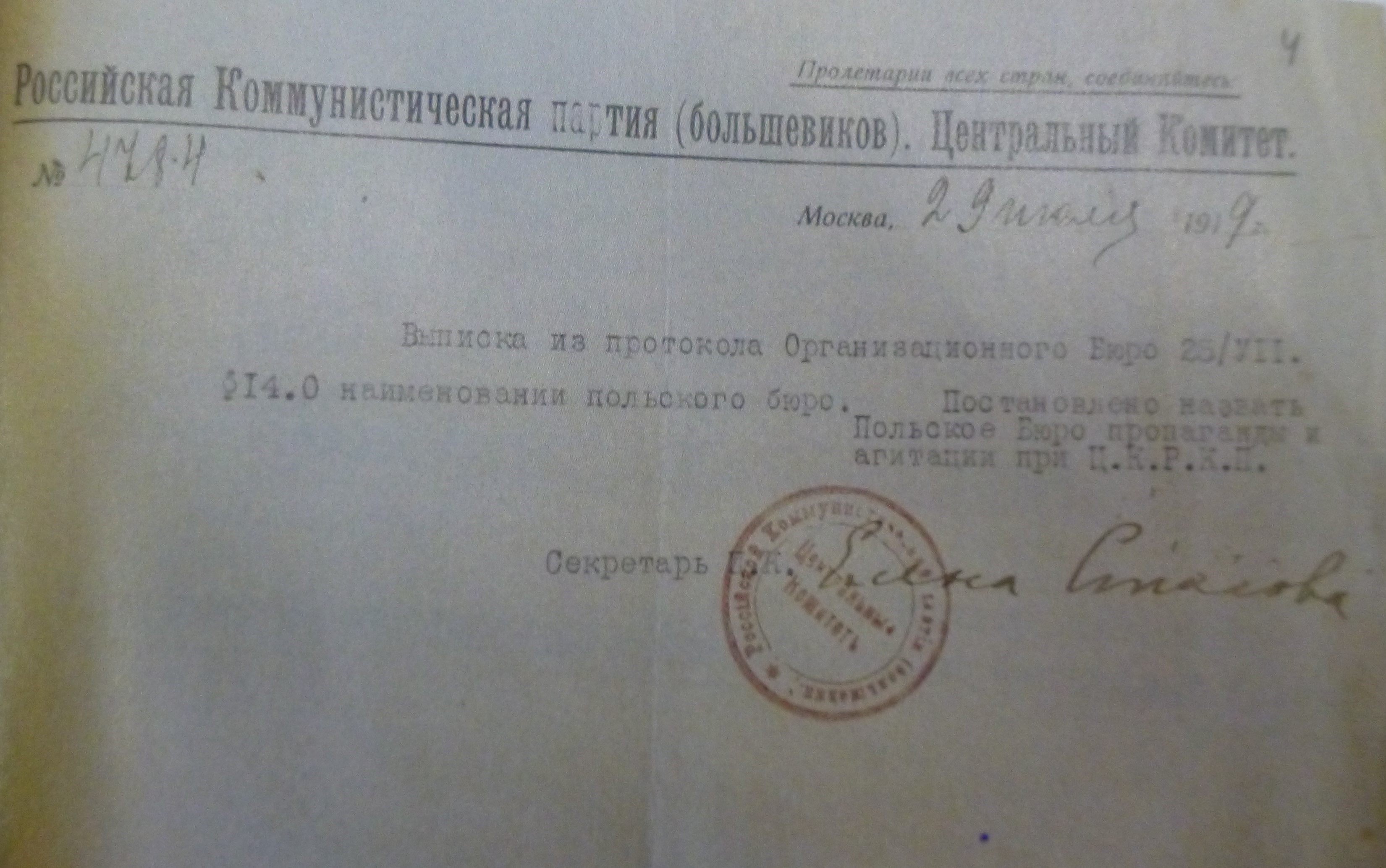
Выписка из протокола Оргбюро ЦК РКП(б) о наименовании Польбюро, 29 июля 1919 года

Польские епископы также обратились к католикам всего мира с обращением, в котором война трактовалась в антисемитском и эсхатологическом духе.
В ходе войны совершались казни гражданского населения, при этом польские войска проводили этнические чистки, объектом которых в основном были евреи. Во время битвы за Варшаву евреи-добровольцы были удалены из польской армии и интернированы.
С другой стороны, руководство РККА сурово карало уличённых участников погромных акций, совершаемых отступающими частями 1-й Конной.

## Судьба военнопленных
До сих пор нет точных данных о судьбе польских и советских военнопленных. Согласно российским источникам, от 28 до 80 тысяч красноармейцев из 130 тысяч, попавших в польский плен, погибли от крайне тяжёлых условий содержания — голода, эпидемических болезней и зимнего холода при отсутствии надлежащего обогрева помещений и одежды.
Польские источники называют цифры в 80 тысяч пленных, из которых умерло (в основном во время двух зим) около 15 тысяч и не отрицают, что условия жизни в польских лагерях были крайне тяжелы. Пленных содержали в лагерях, оставшихся после Первой мировой войны — Стшалкове (самый крупный), Домбе, Пикулице, Вадовице и Тухольском концентрационном лагере. По соглашению 1921 года об обмене пленными (дополнение к Рижскому мирному договору) 65 тысяч пленных бойцов РККА вернулись в Россию. Польские и российские профессиональные историки спорят и о числе военнопленных, и о числе погибших, но при этом их оценки сходятся в том, что в польских лагерях погиб каждый шестой советский военнопленный.
Смертность в польских лагерях доходила до 18 % от числа узников, в основном причиной смерти были эпидемии, которые в условиях скудного питания, скученности, отсутствия медицинской помощи и переохлаждения быстро распространялись и имели большую летальность. Вот так описывал член Международного комитета Красного Креста лагерь в Бресте:

От караульных помещений, так же как и от бывших конюшен, в которых размещены военнопленные, исходит тошнотворный запах. Пленные зябко жмутся вокруг импровизированной печки, где горят несколько поленьев, — единственный способ обогрева. Ночью, укрываясь от первых холодов, они тесными рядами укладываются группами по 300 человек в плохо освещённых и плохо проветриваемых бараках, на досках, без матрасов и одеял. Пленные большей частью одеты в лохмотья… из-за скученности помещений, не пригодных для жилья; совместного тесного проживания здоровых военнопленных и заразных больных, многие из которых тут же и умирали; недостаточности питания, о чём свидетельствуют многочисленные случаи истощения; отёков, голода в течение трех месяцев пребывания в Бресте, — лагерь в Брест-Литовске представлял собой настоящий некрополь.

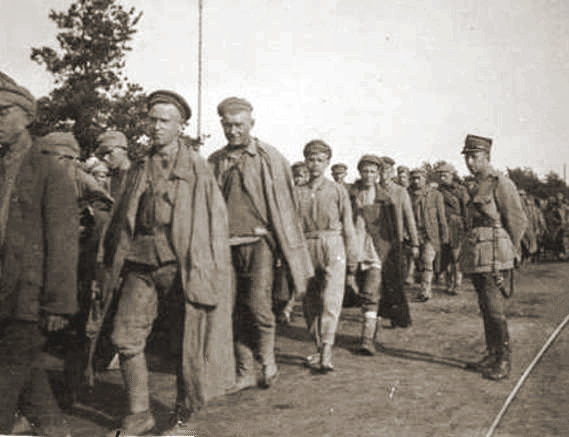
Пленные красноармейцы в Тухольском лагере военнопленных

В лагере военнопленных в Стшалкове, помимо всего прочего, имели место многочисленные издевательства над пленными латышами, за которые комендант лагеря поручик Малиновский и капитан Вагнер были позже отданы под суд. Тем не менее какие-либо сообщения о понесённых ими наказаниях отсутствуют.
Согласно данным д.и.н. Сергея Полторака, пленных красноармейцев использовали как тягловую силу при перевозке грузов, кормили объедками, топили в отхожих местах и превращали в живые мишени для стрельбы. При этом к пленным полякам советская власть относилась как к обманутым братьям по классу, пытаясь распропагандировать их.
Что касается польских военнопленных, то по уточнённым[кем?] данным в 1919—1920 годах было взято 33,5—34 тысячи пленных и ещё до 8 тысяч пленных — это 5-я польская дивизия, сдавшаяся в плен зимой 1919—1920 года в Красноярске. В сумме 41—42 тысячи польских пленных (по польским данным 40 тысяч), из них всего с марта 1921 по июль 1922 года было репатриировано 34 839 польских военнопленных, ещё порядка 3 тысяч изъявили желание остаться в РСФСР. Таким образом общая убыль составила всего порядка 3—4 тысячи военнопленных, из них около 2 тысяч зафиксированы по документам как умершие в плену. По данным историка И. В. Беловой, на конец 1920 года в Советской России находилось от 23 000 до 30 000 польских военнопленных.

## Роль других стран в конфликте

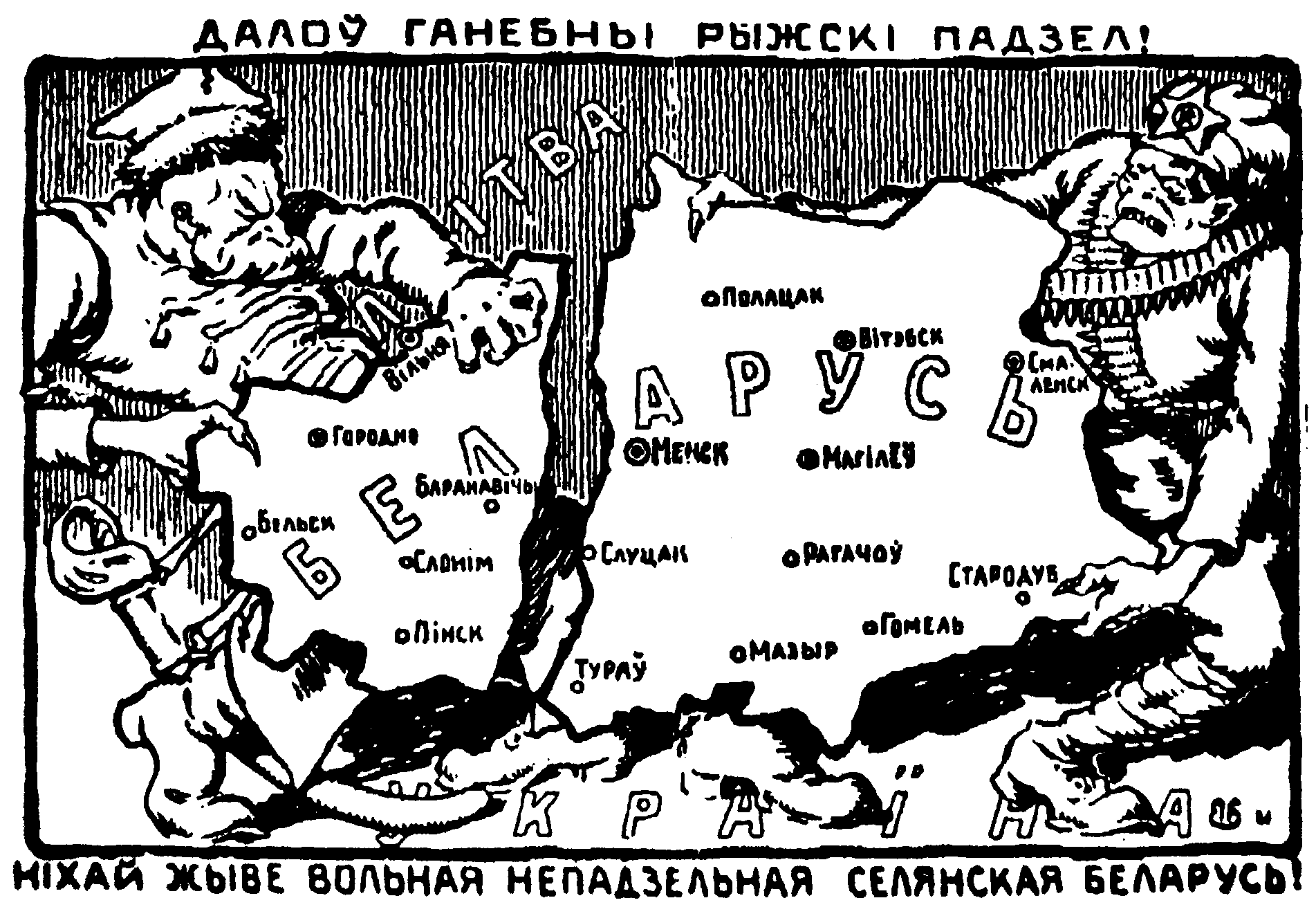
Белорусская карикатура на раздел Беларуси между Россией и Польшей: «Долой позорный рижский раздел! Да здравствует свободная, нераздельная, народная Беларусь!»

Советско-польская война происходила одновременно с интервенцией в Россию стран Антанты, активно поддерживавших Польшу с момента её воссоздания как независимого государства. В связи с этим война Польши против России рассматривалась «великими державами» как часть борьбы против большевистского правительства.
Однако мнения стран Антанты относительно возможного усиления Польши в результате конфликта сильно расходились: США и Франция выступали за всемерную помощь правительству Пилсудского и принимали участие в создании польской армии, тогда как Великобритания склонялась к ограниченной помощи Польше, а затем — к политическому нейтралитету в этом конфликте. Участие стран Антанты касалось экономической, военной и дипломатической поддержки Польши.
С февраля по август 1919 года Польша получила от США 260 тысяч т продовольствия на сумму 51 млн долларов. В 1919 году — только из военных складов США в Европе Польша получила военного имущества на 60 млн долларов, в 1920 — на 100 млн долларов.
Всего за 1920 год одна Франция поставила следующие объёмы вооружения (в скобках для сравнения — цифры британских поставок Деникину за период март—сентябрь 1919 года):
| поставленное оружие и снаряжение | количество        |
| -------------------------------- | ----------------- |
| орудий (разных калибров)         | 1494 (558)        |
| аэропланов                       | 291 (168)         |
| пулеметов                        | 2600 (4013)       |
| винтовок                         | 327 000 (214 753) |
| грузовых автомобилей             | 250 (398)         |

(цифры по французским поставкам польской армии даны по работе Какурина и Меликова, по британским — Деникину — по данным отчёта британской военной миссии ген. Холлмэна от 8 октября 1919 года).
Как видно из сравнения с британскими поставками ВСЮР, цифры вполне сопоставимы. При этом масштаб и важность британских поставок хорошо демонстрирует тот факт, что, например, количество патронов, поставленных британцами ВСЮР, было сопоставимо с количеством патронов, полученным РККА за тот же период со складов царской армии и с действовавших тогда патронных заводов. Здесь в отношении французских поставок Польше количество патронов не указано, но сопоставимость прочих цифр позволяет сделать вывод о важности и масштабах французских поставок.
Кроме поставок вооружения, Франция отправила и военную миссию, которая не только обучала польские войска, но и оказала существенное влияние в планировании и разработке операций, и как итог, во многом способствовала победе польской армии. В боевых действиях на стороне поляков принимали участие и военные из США: 7-я воздушная эскадрилья, действовавшая против армии Будённого, была составлена из американских лётчиков, командовал ею американец Седрик Фаунтлерой, которому было присвоено звание полковника польской армии. В июле 1919 в Польшу прибыла 70-тысячная армия, созданная во Франции в основном из эмигрантов польского происхождения из Франции и США. Французское участие в конфликте также выражалось в деятельности сотен французских офицеров во главе с генералом Максимом Вейганом, приехавших в 1920 году для подготовки польских войск и оказания помощи польскому генштабу. Среди французских офицеров в Польше был Шарль де Голль.
Позиция Великобритании была более сдержанной. Линия Керзона, предложенная английским министром в качестве восточной границы Польши в декабре 1919 года, предполагала установление границы западнее линии фронта в то время и отвод польских войск. Спустя полгода, когда обстановка изменилась, Керзон вновь предложил зафиксировать границу по этой линии, в случае её нарушения страны Антанты обязывались бы поддержать Польшу «всеми средствами, имеющимися в их распоряжении». Таким образом, Великобритания на протяжении фактически всей войны выступала за компромиссный вариант раздела спорных территорий (по восточной границе проживания поляков).
Однако даже в условиях критического военного положения Польши Великобритания не оказала ей какой-либо военной поддержки. В августе 1920 года конференция профсоюзов и лейбористов проголосовала за всеобщую забастовку в случае, если правительство будет и дальше поддерживать Польшу и попытается вмешаться в конфликт, в дальнейшем отгрузка боеприпасов в Польшу саботировалась. В это же время Международная федерация профсоюзов в Амстердаме проинструктировала своих членов усилить эмбарго на предназначенные для Польши боеприпасы. Помощь полякам продолжали оказывать только Франция и США, однако Германия и Чехословакия, с которыми Польша успела вступить в пограничные конфликты из-за спорных территорий, в конце июля 1920 запретили транзит через свою территорию оружия и боеприпасов для Польши.

## Исторические последствия
По мнению британского историка Алана Тейлора, большевистская угроза мгновенно развеялась, когда в августе 1920 г. Красная армия была отброшена от Варшавы; в следующие 20 лет у коммунизма не было ни малейшего шанса восторжествовать где-нибудь в Европе вне рубежей России.

## Фотоархив

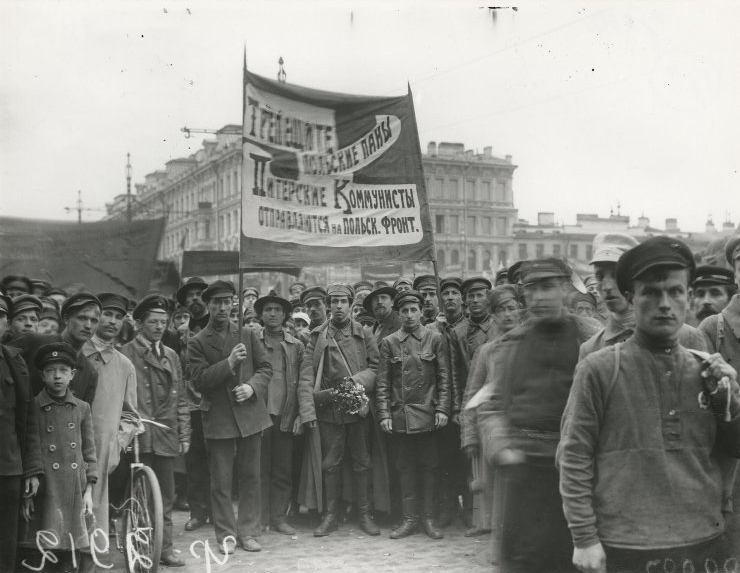
Коммунисты перед отправкой на Польский фронт. 1920
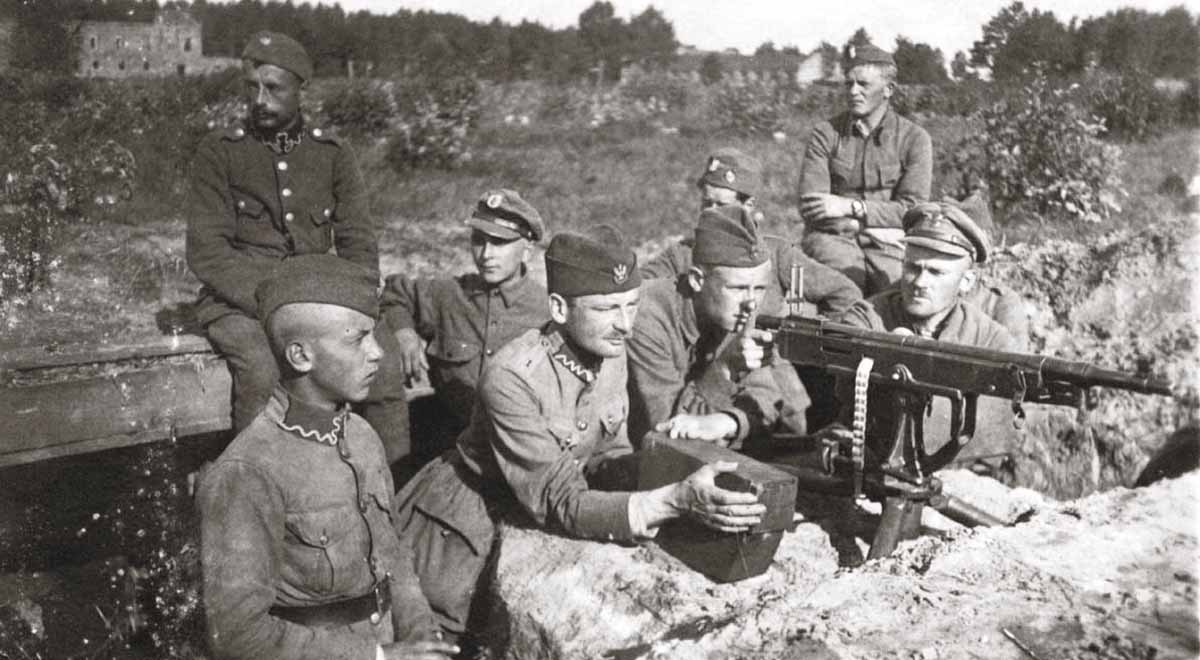
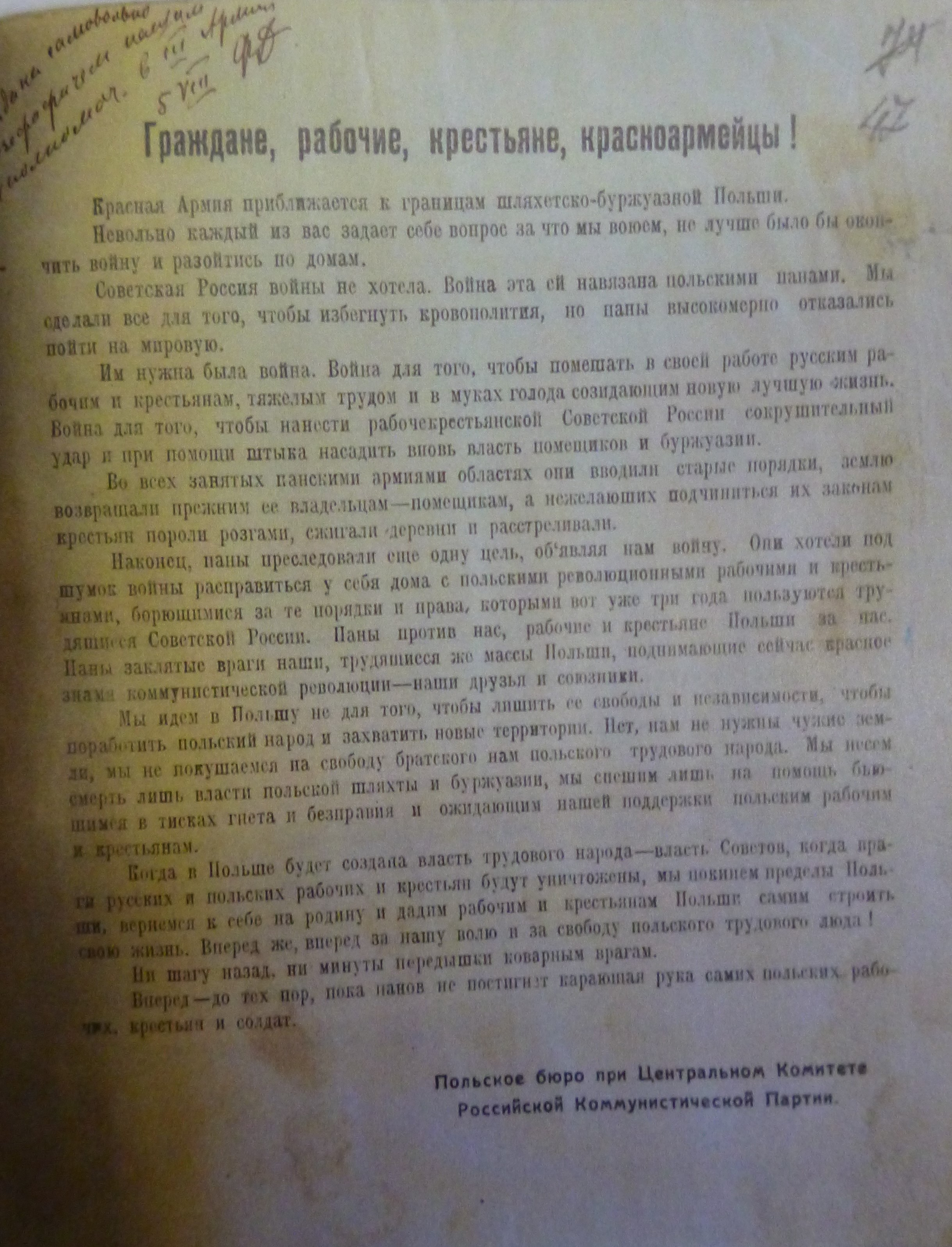
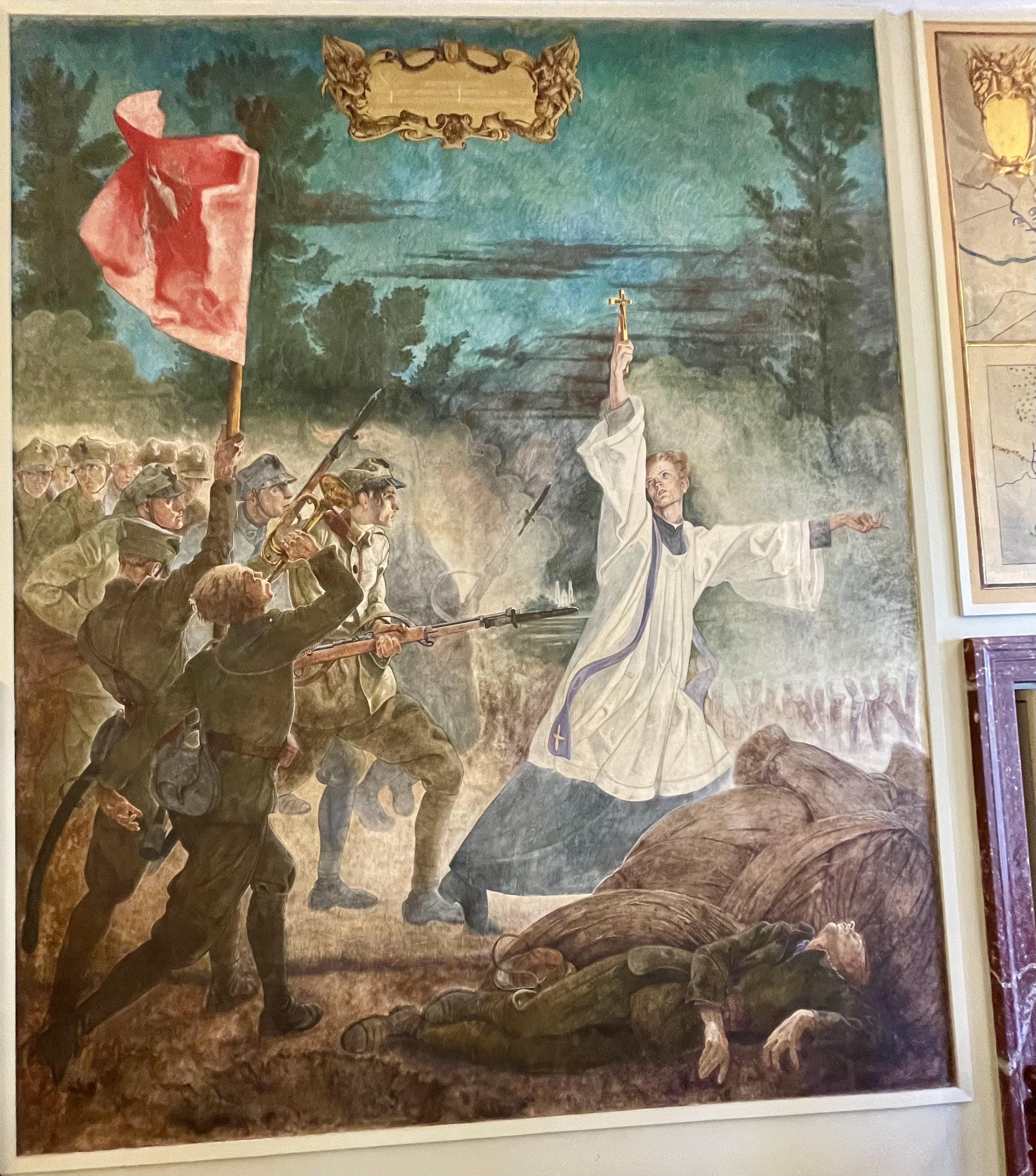
Картина в резиденции Папы римского Иоанна Павла II: Католический священник ведёт польских воинов под революционным красным знаменем на большевистские войска.
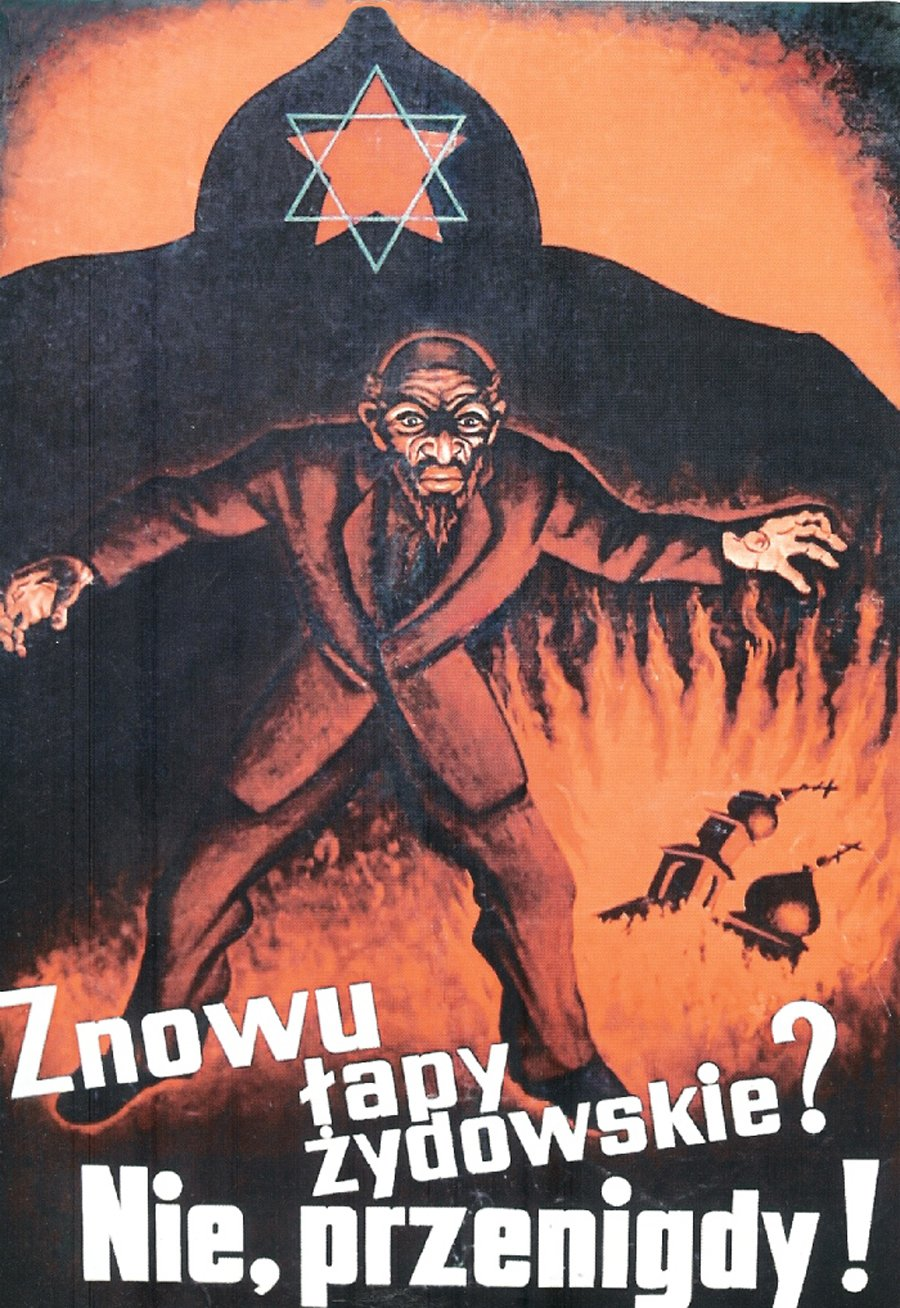
Польский антибольшевистский плакат: «Снова в еврейские лапы? Нет, никогда!»